# Stambuł
Stambuł (tur. İstanbul, dawniej Konstantynopol, Carogród) – największe i najludniejsze miasto w Turcji oraz jej centrum kulturalne, handlowe i finansowe. Rozciąga się po obu stronach cieśniny morskiej Bosfor, od północnego wybrzeża Morza Marmara do południowego wybrzeża Morza Czarnego. Położenie miejscowości zarówno w europejskiej Tracji, jak i azjatyckiej Bitynii sprawia, że jest ona jedyną metropolią świata znajdującą się na dwóch kontynentach.
Jedno z największych miast świata, najludniejsze miasto Europy, stolica prowincji Stambuł. Rozwinięty ośrodek przemysłowy wytwarzający około ¼ produkcji kraju. Główne centrum finansowe Turcji, siedziba kilkudziesięciu banków i giełdy papierów wartościowych. Siedziba pięciu uniwersytetów z których najstarszy – Uniwersytet Stambulski – został założony w 1863 roku.
W 2018 roku Stambuł odwiedziło 12,8 mln turystów z całego świata – był ósmym najczęściej odwiedzanym miastem na świecie.

## Geografia

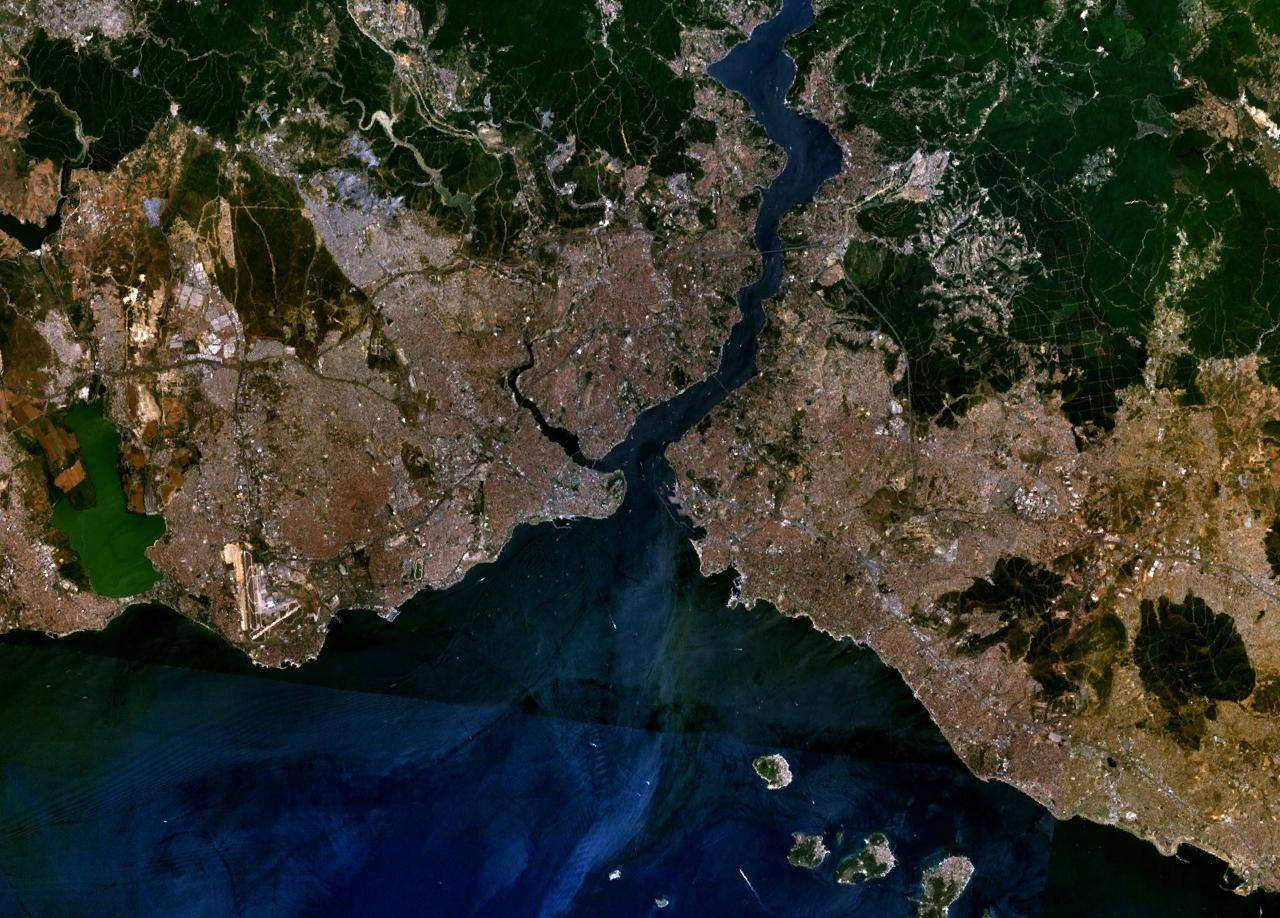
Stambuł

Stambuł położony jest nad cieśniną Bosfor i morzem Marmara. Zachodnia część miasta znajduje się w Europie, wschodnia natomiast w Azji. Powierzchnia Stambułu wynosi 1539 km², zaś całej prowincji – 6220 km².
Miasto tworzą trzy części: część azjatycka, półwysep po stronie europejskiej na południe od Złotego Rogu oraz dzielnica Galata z tzw. Nowym Miastem. W części europejskiej znajdują się instytucje handlowe, zaś część azjatycka ma charakter dzielnicy mieszkaniowej.

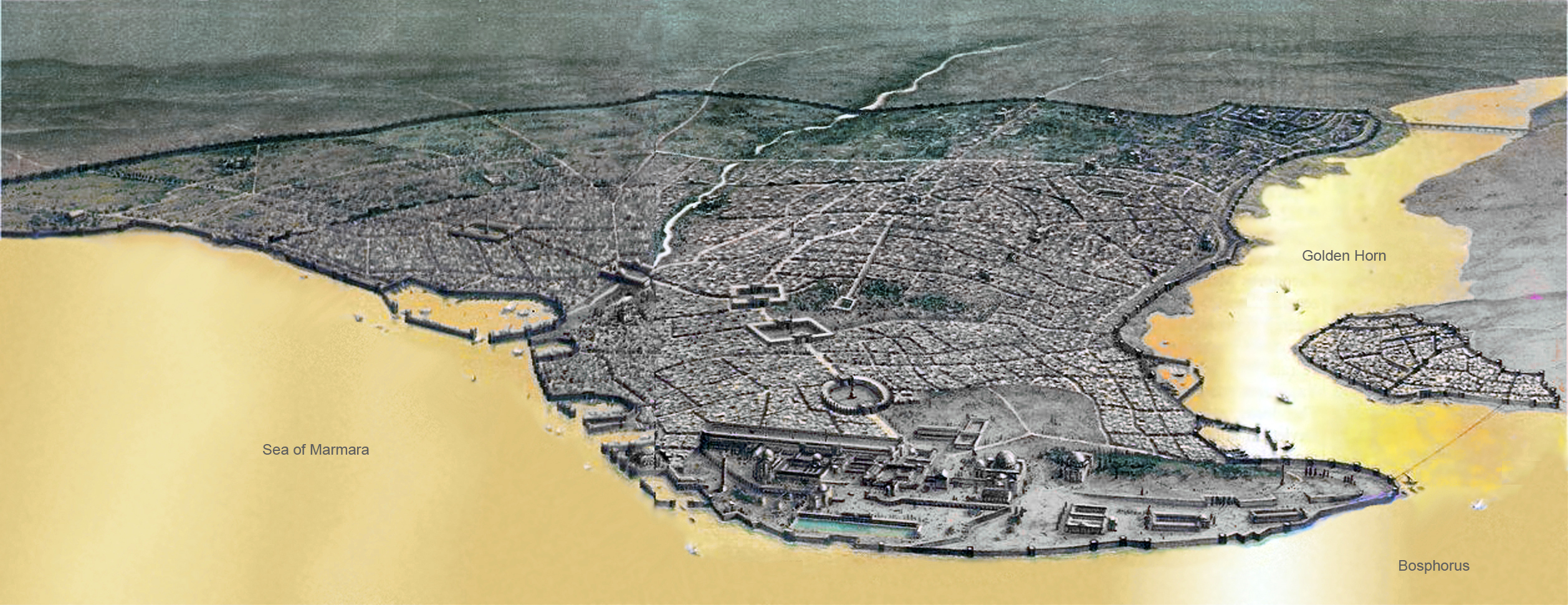
Półwysep i Złoty Róg w czasach bizantyjskich

Obszar półwyspu odpowiada położeniu XV-wiecznego Konstantynopola, dzisiaj znajdują się tu dzielnice Eminönü oraz Fatih. Półwysep otacza od południa Morze Marmara, a od wschodu cieśnina Bosfor. Na Półwyspie znajdują się największe kościoły, najwspanialsze meczety i największe muzea. Na dwóch z siedmiu wzgórz, na których leży Stambuł, zbudowano Pałac Topkapı i Meczet Sultanahmet. Tu znajdują się również Hipodrom, Hagia Sofia. Stare miasto jest otoczone murami miejskimi pochodzącymi z IV i V n.e. Mają kilka części: część nadmorska leży nad Morzem Marmara, lądowa ciągnie się od Yedikule aż do Złotego Rogu.
Na północ od Złotego Rogu znajdują się historyczne dzielnice Beyoğlu i Beşiktaş, z pałacami sułtańskimi, willami: Ortaköy, Bebek położonymi nad brzegiem cieśniny. Na brzegu Bosforu, zarówno po stronie europejskiej, jak i azjatyckiej, bogaci Stambulczycy budowali luksusowe wille, zwane yalı, służące za letnie rezydencje.
Dystrykty Üsküdar i Kadıköy znajdujące się w azjatyckiej części miasta, początkowo były niezależnymi miastami (podobnie jak Beyoğlu po europejskiej stronie).

### Klimat
Miasto znajduje się w strefie klimatu śródziemnomorskiego z pewnymi wpływami klimatu kontynentalnego. Ciepłe i wilgotne lato, chłodna i deszczowa zima. Roczna suma opadów wynosi średnio 844 mm. Zimą często występują opady śniegu. Okres letni trwa od czerwca do września. Najcieplejszym miesiącem jest sierpień, a najchłodniejszym styczeń. Miasto jest wietrzne, średnia prędkość wiatru wynosi 17 km/h. Najwyższą zarejestrowaną w mieście temperaturę 40,5°C odnotowywano 12 lipca 2000, najniższą zaś, −16,1°C, 9 lutego 1927.
| Miesiąc                                              | Sty  | Lut  | Mar  | Kwi  | Maj  | Cze  | Lip  | Sie  | Wrz  | Paź  | Lis  | Gru  | Roczna |
| ---------------------------------------------------- | ---- | ---- | ---- | ---- | ---- | ---- | ---- | ---- | ---- | ---- | ---- | ---- | ------ |
| Średnie temperatury w dzień [°C]                     | 8,5  | 9,0  | 10,9 | 15,5 | 20,0 | 24,6 | 26,6 | 26,8 | 23,7 | 19,2 | 14,8 | 10,7 | 17,5   |
| Średnie dobowe temperatury [°C]                      | 5,9  | 6,1  | 7,6  | 11,6 | 16,1 | 20,6 | 23,1 | 23,4 | 20,3 | 16,1 | 11,9 | 8,1  | 14,2   |
| Średnie temperatury w nocy [°C]                      | 3,2  | 3,1  | 4,2  | 7,7  | 12,1 | 16,5 | 19,5 | 20,1 | 16,8 | 13,0 | 8,9  | 5,4  | 10,9   |
| Opady [mm]                                           | 104  | 78,2 | 71,5 | 46,1 | 34,2 | 35,9 | 32,5 | 40,1 | 60,6 | 87,8 | 101  | 123  | 815    |
| Średnia liczba dni z opadami                         | 17,2 | 15,1 | 13,7 | 10,2 | 8,0  | 6,1  | 4,2  | 4,9  | 7,4  | 11,2 | 13,0 | 17,2 | 128    |
| Średnie usłonecznienie [h]                           | 71   | 88   | 143  | 180  | 248  | 294  | 326  | 291  | 237  | 161  | 99   | 68   | 2218   |
| Źródło: Meteoroloji Genel Müdürlüğü, nasłonecznienie |      |      |      |      |      |      |      |      |      |      |      |      |        |

### Geologia
Stambuł jest usytuowany w pobliżu uskoku północnoanatolijskiego, który biegnie z północnej Anatolii do Morza Marmara. Dwie płyty tektoniczne: Afrykańska i Eurazjatycka stykają się tutaj ze sobą. Uskok ten był przyczyną wielu dużych trzęsień ziemi: w 1509 roku trzęsienie ziemi spowodowało tsunami, które przedarło się za mury miejskie, niszcząc ponad 100 meczetów i zabijając 10 000 ludzi. W 1894 roku trzęsienie ziemi spowodowało zawalenie się części Krytego Bazaru. Trzęsienie ziemi 17 sierpnia 1999 roku z epicentrum w Izmicie zabiło 18 000 ludzi.

## Nazwa
Pierwsza nazwa miasta – Bizancjum (stgr. Βυζάντιον Byzantion) – pochodziła od imienia jego założyciela – Byzasa. W III wieku n.e. miasto nosiło nazwę Augusta Antonina, na cześć syna Septymiusza Sewera – Antoniusza. Cesarz Konstantyn I Wielki zmienił nazwę miasta na Nova Roma, czyli Nowy Rzym, jednocześnie gruntownie przebudowując miasto. Inne nazwy z tego okresu to: Wschodni Rzym, Drugi Rzym, Roma Constantinopolitana.
Nazwa Konstantynopol (gr. Κωνσταντινούπολις Konstantinupolis, łac. Constantinopolis, nowogr. Κωνσταντινούπολη Konstantinupoli), czyli „Miasto Konstantyna”, została po raz pierwszy użyta przez cesarza Teodozjusza II i stała się oficjalną nazwą miasta przez cały okres bizantyński, używaną również w czasach Imperium Osmańskiego.
W 1930 roku rząd turecki wystąpił z apelem do państw zachodnich o zaprzestanie używania formy Konstantynopol, a używanie tylko nazwy Istanbul jednocześnie wymuszając stosowanie tej nazwy nowym prawem pocztowym. W Imperium Osmańskim oraz w świecie arabskim miasto to istniało również pod nazwą Kostantiniyye.
Nazwa Stambuł (İstanbul) pochodzi od zniekształconych przez Turków greckich słów: εἰς τὴν πόλιν eis ten polin, oznaczających: do miasta. „Miastem” nazywali Bizantyjczycy stolicę cesarstwa, w czasach Konstantyna Wielkiego uważaną za najludniejsze miasto świata. Frazą eis ten polin ludy wschodu (Ormianie, Persowie, a za nimi Turcy) określały kierunek podróży do Konstantynopola od wielu wieków.
W krajach słowiańskich dawniej miasto było znane także jako Carogród, a w tekstach skandynawskich Miklagard.

## Historia
Pierwsze ślady osadnictwa w okolicach Stambułu pochodzą z epoki kamienia i znajdują się w części azjatyckiej miasta. Pierwsza zorganizowana osada istniała w epoce brązu na terenie dzisiejszego pałacu Topkapı. Około 680 p.n.e. uciekinierzy z greckiej Megary założyli kolonię Chalkedon w azjatyckiej części.
Około 660 p.n.e. inna grupa Greków pod przewodnictwem Byzasa założyła po stronie europejskiej pierwszą większą miejscowość – obecnie Sarayburnu, czyli „Cypel Pałacu” na Historycznym Półwyspie. Dzięki korzystnemu położeniu geograficznemu miasto bardzo szybko się rozwijało. W 513 p.n.e. miasto zostało zdobyte przez wojska perskie. Od 407 p.n.e. miasto należało do Aten, a od 405 p.n.e. do Sparty. W 227 p.n.e. po azjatyckiej stronie miasta zaczęli się osiedlać Galowie.
W 146 p.n.e. został zawarty związek z Republiką rzymską. W 196 roku cesarz Septymiusz Sewer włączył miasto do Cesarstwa. Cesarz Konstantyn I Wielki przebudował miasto i w 330 roku nadał mu nową nazwę – Konstantynopol. Po podziale Cesarstwa rzymskiego po śmierci Teodozjusza I, stolicą Cesarstwa Wschodniorzymskiego został Konstantynopol. W V wieku miasto otoczono nowymi murami. Za rządów cesarza Justyniana wybudowano Kościół Hagia Sofia. W latach 674–678 i 717–718 oblegane przez Arabów. W 1054 roku Konstantynopol stał się centrum kościoła prawosławnego. W 1096 roku miasto odwiedzili krzyżowcy, nie czyniąc szkód. Napływali również handlarze z Wenecji i Genui – powstała wtedy dzielnica Galata. Po zdobyciu i złupieniu 13 kwietnia 1204 przez krzyżowców, w latach 1204–1261 Konstantynopol był stolicą stworzonego przez nich Cesarstwa Łacińskiego. Odzyskany przez Michała VIII Paleologa, stracił jednak dawne znaczenie. Kolonia Galata przejęła zyski z handlu. Konstantynopol pustoszał, liczba ludności malała, budowle ulegały ruinie.

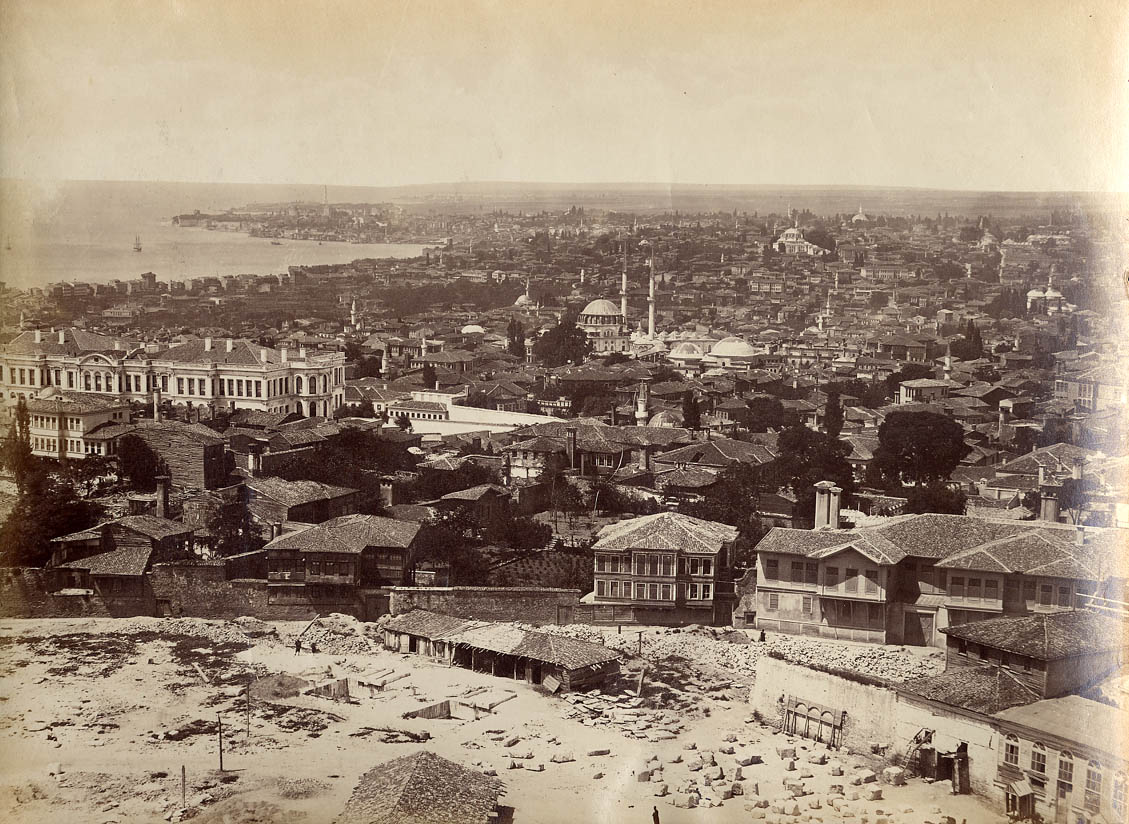
Stambuł w wieku XIX

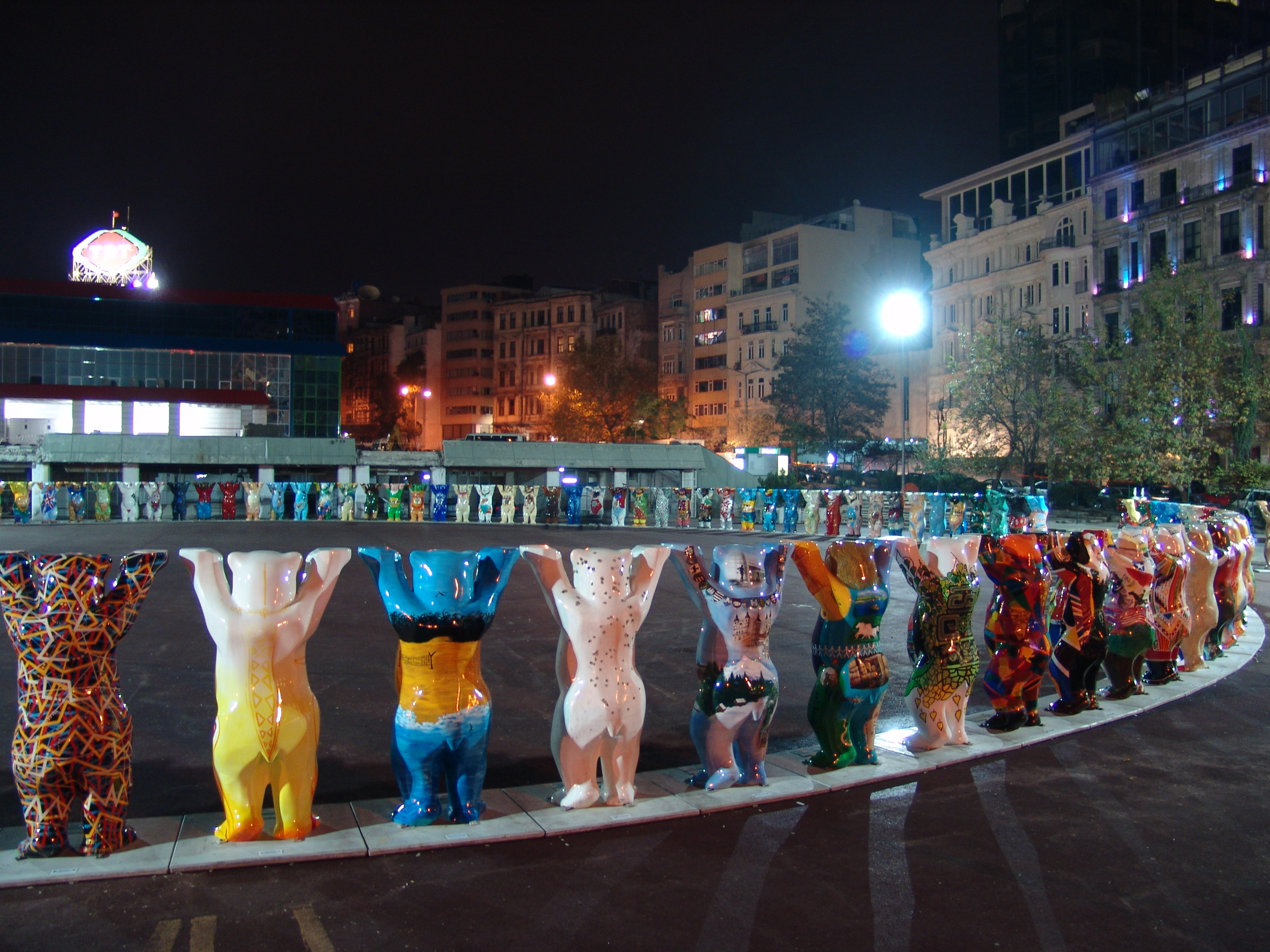
W okresie Nowego Roku 2004/2005 wystawa jednocząca narody United Buddy Bears udała się z miasta partnerskiego Berlina do Stambułu. Stanęła w dzielnicy Beyoğlu.

Pod koniec XIV wieku pod mury miasta po raz pierwszy podeszli Osmanowie i zajęli okolice miasta. W 1390 roku wojska Bajazyda I oblegały miasto, następne oblężenie miało miejsce w 1422 roku pod dowództwem Murada II. Miasto zostało zdobyte przez Turków pod wodzą Mehmeda II 29 maja 1453 i stało się stolicą Imperium Osmańskiego. Gdy w 1517 roku Osmanowie podbili Egipt i kalifat został przeniesiony do Stambułu, miasto stało się centrum islamskiego świata. W XVI–XVIII wieku miasto ozdabiano pałacami, meczetami, kompleksami architektonicznymi. W XIX wieku, kiedy państwo czyniło próby europeizacji, zrezygnowano z tradycyjnej osmańskiej architektury, zastępując ją barokiem i rokoko. Po I wojnie światowej 15 marca 1919 roku do miasta wkroczyły wojska alianckie.
W 1923 stolicę Republiki Tureckiej przeniesiono do Ankary. 28 marca 1930 roku miasto zostało oficjalnie nazwane Stambułem dla potrzeb kontaktów międzynarodowych.

## Administracja
Merem Stambułu i równocześnie gubernatorem miasta i prowincji stambulskiej od 2025 jest Nuri Aslan. Podział administracyjny miasta został ustalony w 1930 roku i przetrwał do 2008. 974,97 km² miasta znajduje się po europejskiej stronie, a 855,95 km² po stronie azjatyckiej (anatolijskiej). W kwietniu 2008 roku do 32 istniejących dystryktów Stambułu zostało dodanych 7 nowych.
Metropolia jest podzielona na dystrykty i miasta. W samym Stambule znajduje się dwadzieścia siedem dystryktów, cztery niezależne dystrykty w metropolii (Büyükçekmece, Çatalca, Silivri i Şile) oraz jeden nienależący do metropolii (Sultanbeyli).
Dystrykty w Stambule:
- po stronie europejskiej: Avcılar, Küçükçekmece, Bakırköy, Bahçelievler, Bağcılar, Güngören, Esenler, Bayrampaşa, Zeytinburnu, Fatih, Eminönü, Beyoğlu, Beşiktaş, Şişli, Kağıthane, Sarıyer, Gaziosmanpaşa, Eyüp.
- po stronie azjatyckiej: Üsküdar, Beykoz, Kadıköy, Kartal, Pendik, Tuzla, Ümraniye, Adalar, Maltepe[17].

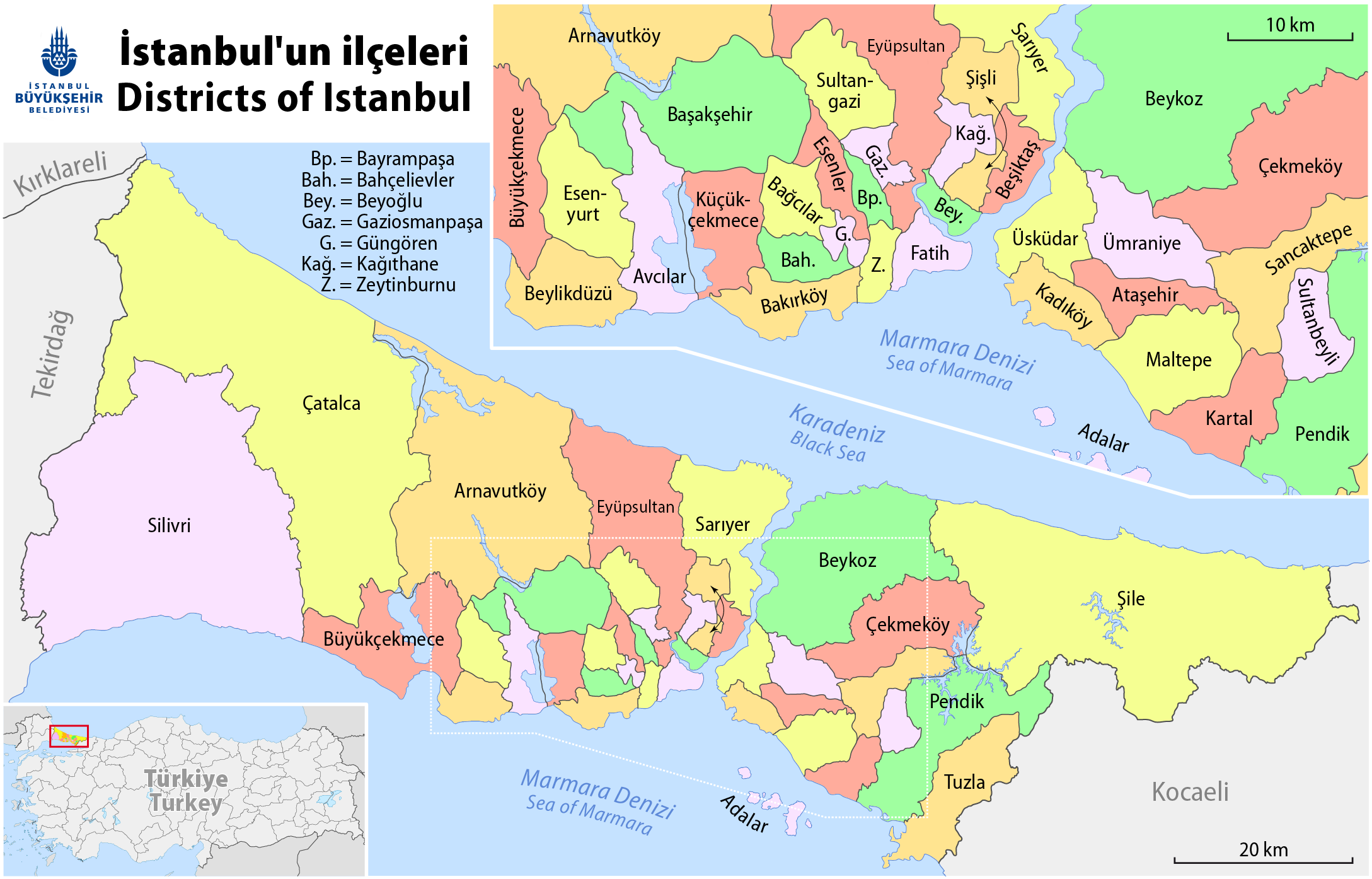
Dystrykty Stambułu

Miasta wchodzące w skład metropolii:
Alemdağ, Arnavutköy, Bahçeköy, Bahçeköy z okolicami, Boğazköy, Bolluca, Çavuşbaşı, Çekmeköy, Göktürk, Haracci, Orhanlı, Ömerlı, Samandıra, Sarıgazi, Sultançiftliği, Taşoluk, Yenidoğan.
Mer metropolii wybierany jest raz na pięć lat.
Rada Municypalna. Rada dyskutuje i zatwierdza decyzje dotyczące Metropolii i poszczególnych dystryktów. Składa się z 1/2 członków rad dystryktów i niższych organów wchodzących w skład Metropolii, oraz ich merów. Radzie przewodniczy mer metropolii. Kadencja trwa 5 lat.
Metropolitalny Komitet Wykonawczy jest organem ustawodawczym i wykonawczym oraz doradczym. Jedynym wybieralnym członkiem komitetu jest mer. Komitetowi przewodniczy mer lub osoba przez niego desygnowana. Obowiązki komitetu: kontrola budżetu stworzonego przez mera, sprawy finansowe miasta.
Każdy dystrykt ma własnego mera i radę której członkowie wybierani są raz na pięć lat. Jedna piąta
członków tych rad reprezentuje swój dystrykt w Radzie Municypalnej. Dystrykty mają własne budżety i dochody.
Ważnymi instytucjami w Metropolii Stambulskiej są ISKI oraz IETT. ISKI zarządza wodą pitną w mieście a IETT zarządza systemem komunikacyjnym.

## Demografia

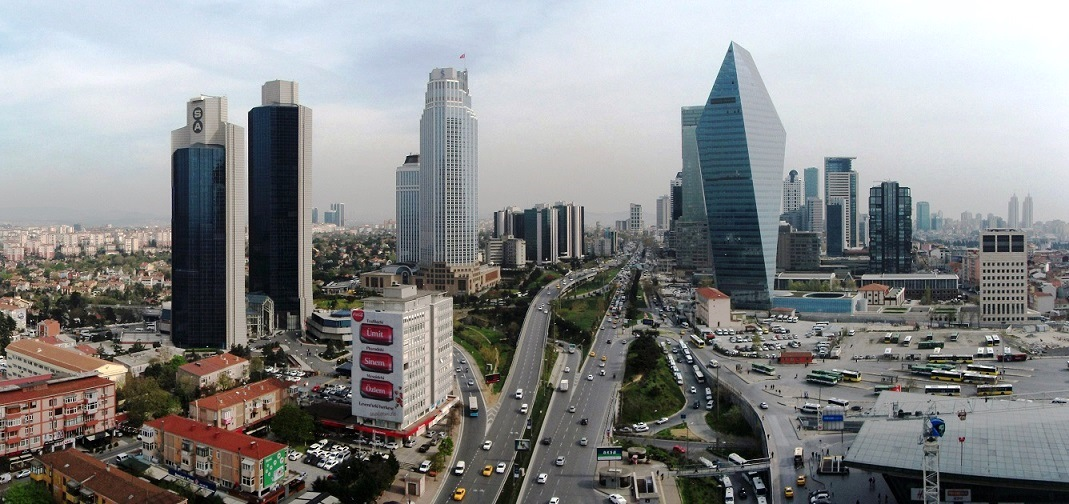
Stambuł jest największym miastem w Turcji (Levent, Beşiktaş).

W 2021 roku populacja Stambułu wynosiła 15 840 900. Jest tym samym najludniejszym miastem w Turcji, jak i w Europie. Liczba mieszkańców nieustannie rośnie wskutek migracji ludności z obszarów wiejskich. Co roku przybywa około 500 000 mieszkańców, dobudowując nowe ulice – około 1000 rocznie.
Gęstość zaludnienia wynosi 6021 mieszkańców na km².
Licząca mniej niż 3 tysiące osób mniejszość grecka zamieszkuje głównie dzielnicę Fanar.

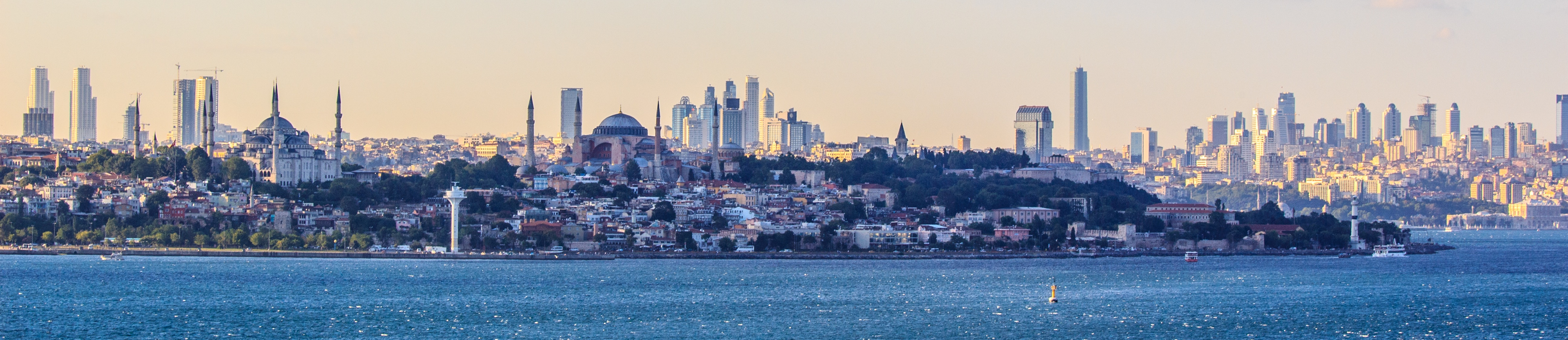
Panorama Stambułu

## Transport

### Lotniska
W Stambule znajdują się dwa międzynarodowe lotniska:
- Port lotniczy Stambuł. Największy międzynarodowy port lotniczy Turcji. Położony w europejskiej części miasta w dzielnicy Arnavutköy około 35 km od centrum miasta.
- Międzynarodowy port lotniczy Sabiha Gökçen. W dystrykcie Kurtköy po azjatyckiej stronie, w pobliżu toru wyścigowego.

### Kolej
Stambuł posiada dwa główne dworce kolejowe: po stronie europejskiej jest to Dworzec Kolejowy Şirkeci (tu kończą bieg wszystkie pociągi przyjeżdżające z Europy), po azjatyckiej Dworzec Kolejowy Haydarpaşa (obsługujący pociągi odjeżdżające w kierunkach wschodnim i południowym, w tym na Bliski Wschód).

Transport szynowy w Stambule

Sieć kolejowa między europejską a anatolijską stroną miasta była połączona za pomocą promów kolejowych. Zostały one zastąpione przez tunel Marmaray pod Bosforem. Tunel Marmaray połączył również metro po obu stronach Bosforu. Tunel ukończono w 2013, natomiast pierwsi pasażerowie pojechali w roku 2015.
- Metro

W Stambule od 2000 roku działa system metra.
- Kolej linowa

Kolej łączy Kabataş z Taksim.
- Tramwaje

Tramwaje kursują po ulicy İstilkal pomiędzy Taksim a Tünel. Ulica ta jest poza tym całkowicie zamknięta dla ruchu kołowego. Kolejna linia tramwajowa biegnie od Kabataş do Bağcılar.
- Kolej podmiejska

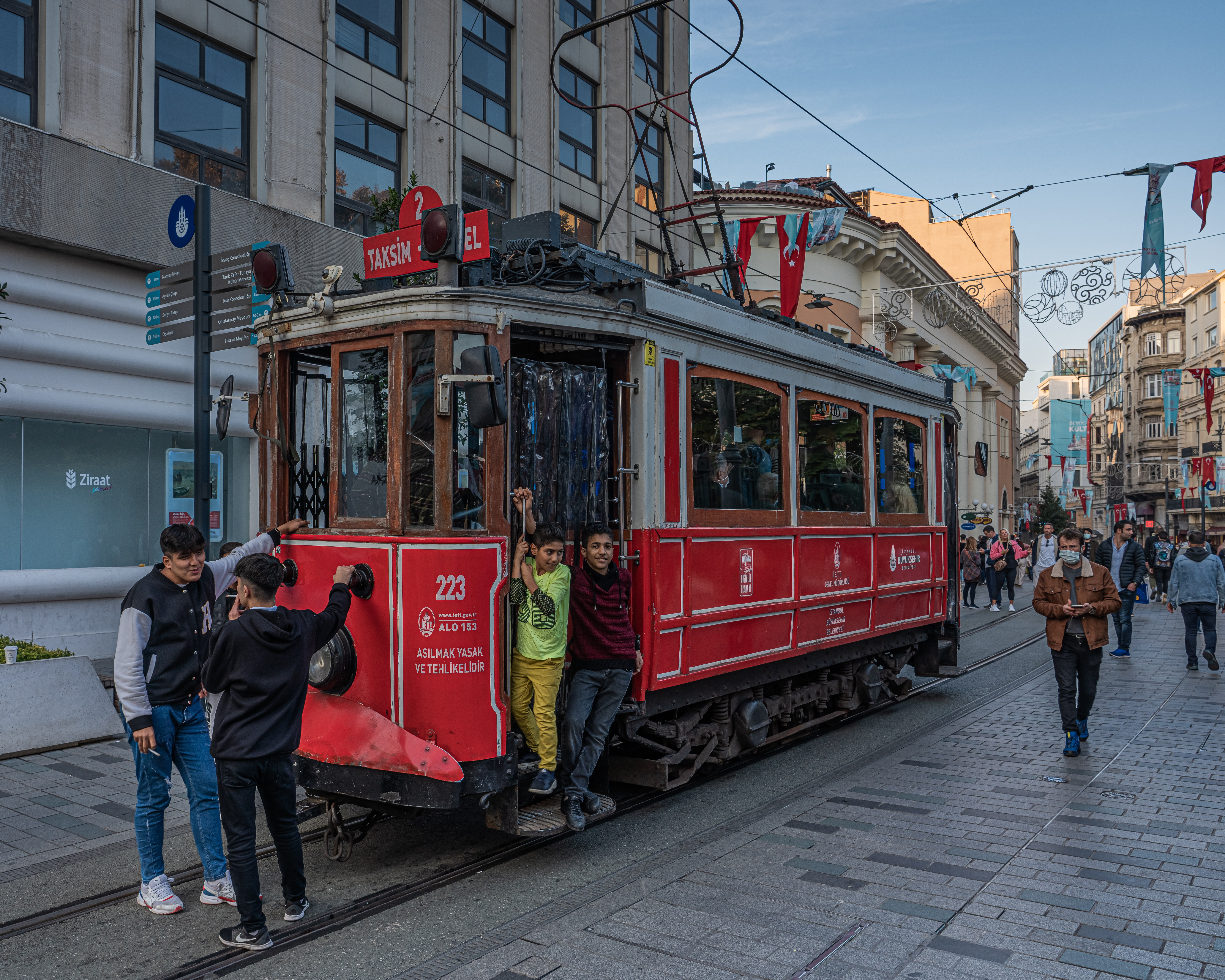
Tramwaj na ulicy İstilkal

Kolej podmiejska zwana Banliyö Treni kursuje od Sirkeci na europejskiej stronie oraz od Haydarpaşa po anatolijskiej stronie miasta.

### Żegluga
W Stambule znajduje się największy port w Turcji. Stary port na Złotym Rogu służy obecnie prywatnym statkom, natomiast porty Karaköy i Eminönü są używane przez duże statki rejsowe kursujące do portów na Morzu Czarnym i Morzu Śródziemnym. Główny port przeładunkowy w Stambule znajduje się w dystrykcie Harem w okręgu Üsküdar po azjatyckiej stronie miasta.
Przez Bosfor kursują IDO (İstanbul Deniz Otobüsleri) – tradycyjne białe promy oraz prywatne Tur Yol. Kursują regularnie, podróż jest o wiele szybsza i tańsza niż przedostanie się na drugą stronę Bosforu mostami, stąd są bardzo popularne wśród mieszkańców Stambułu. Podróżować można również katamaranem zwanym „morskim autobusem” (między portem promowym Yenikapı po europejskiej stronie a portem promowym Pendik). Po Bosforze kursują również araba vapuru (między Sirkeci a Haremem) oraz motorówki (Kadıköy-Eminönü-Kadıköy, Beşiktaş-Üsküdar-Beşiktaş, Karaköy-Üsküdar-Karaköy).

### Transport drogowy
- - Taksówki.

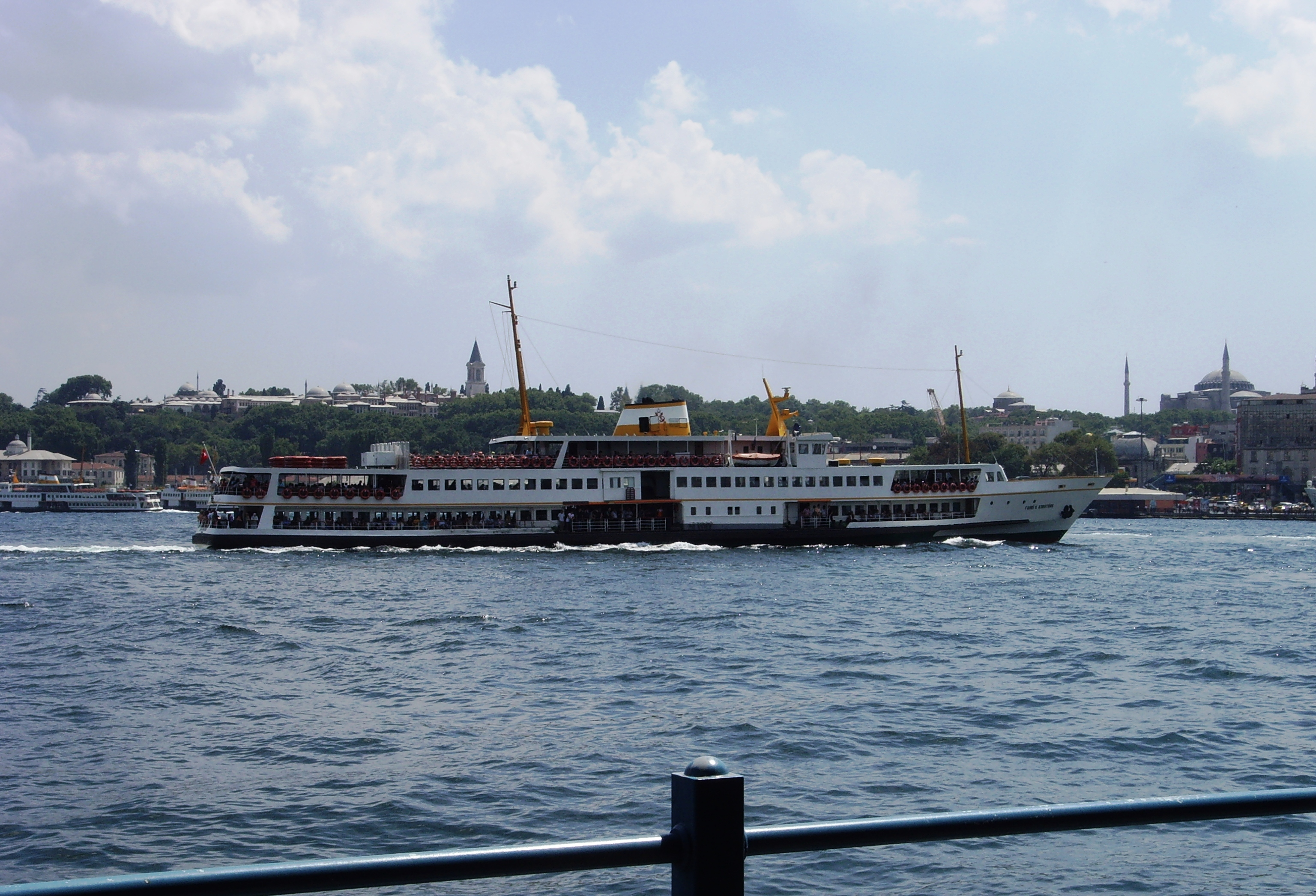
Prom kursujący po Bosforze

  - Dolmuş. Specyficzny dla Turcji sposób podróżowania. Są to zbiorowe taksówki – minibusy lub samochody podróżujące po wyznaczonych trasach. Cena jest zależna od odległości. Nie ma ustalonych przystanków.
  - Autobusy. Istnieją dwa rodzaje komunikacji autobusowej: Belediye Otobüsü – komunikacja miejska: autobusy czerwone i zielone oraz Halk Otobüsü, czyli prywatne autobusy kolorów pomarańczowego i niebieskiego. Płaci się gotówką.
  - Drogi E5, E90 oraz autostrada transeuropejska (TEM) to trzy główne połączenia drogowe Europy z Turcją. Sieć autostrad w okolicach Stambułu jest dobrze rozwinięta. Autostrady biegną na wschód do Ankary oraz na zachód do Edirne. Wokół miasta biegną również dwie drogi szybkiego ruchu.

- Mosty

Brzegi Bosforu łączą dwa mosty:

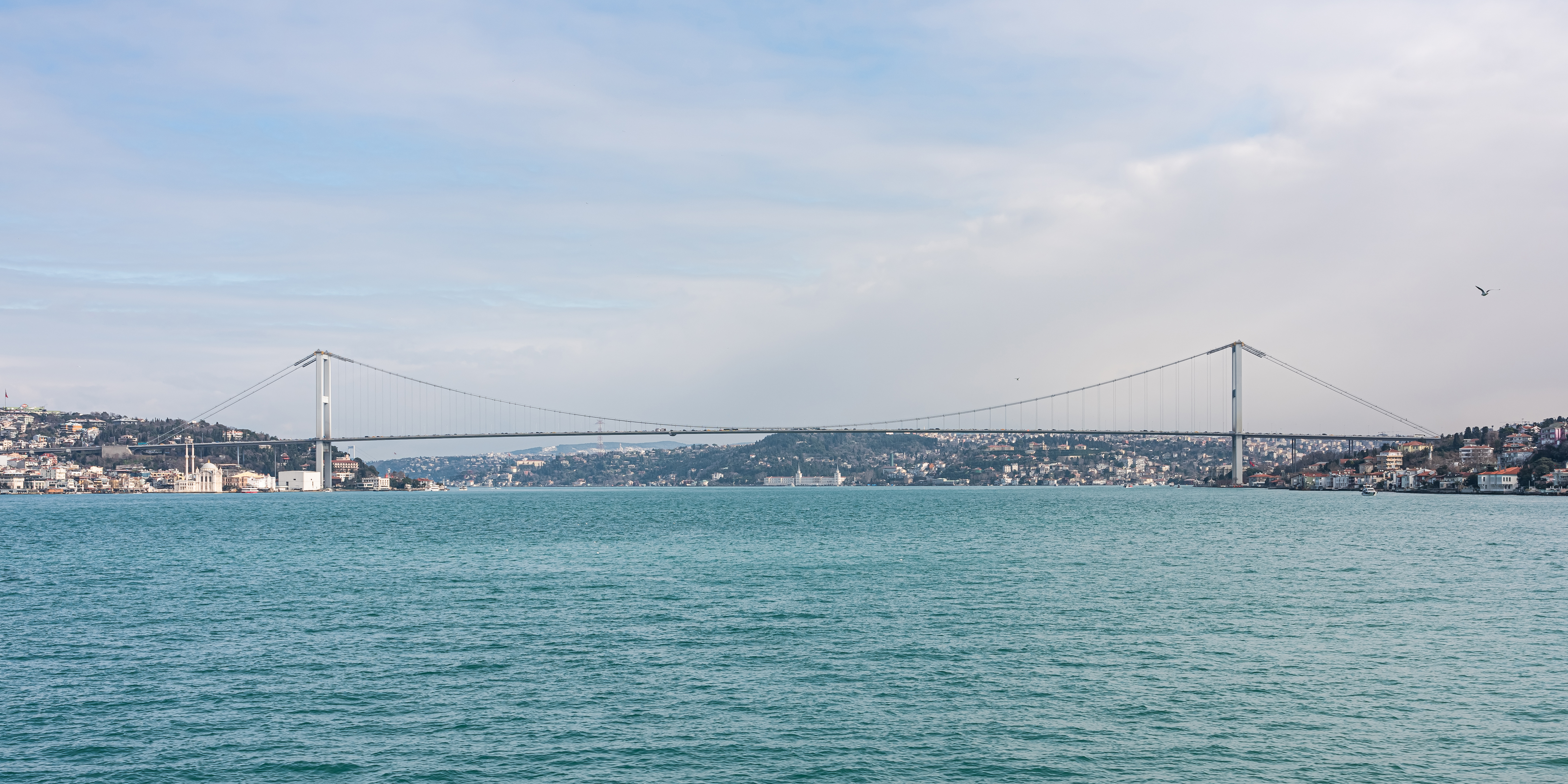
Most Bosforski

- - Most Bosforski ukończony w 1973 ma długość 1074 m. Łączy Beylerbeyi i Ortaköy.
  - Most Mehmeda Zdobywcy ukończony w roku 1988, ma długość 1090 m. Łączy Kanlıca i Rumeli Hisarı.

Za przejazd przez mosty z europejskiej strony na anatolijską pobierane są opłaty.
Złoty Róg spinają obecnie trzy mosty:
- - Most Galata (zbudowany w 1836)
  - most Atatürka
  - most Haliç

## Kultura i sztuka

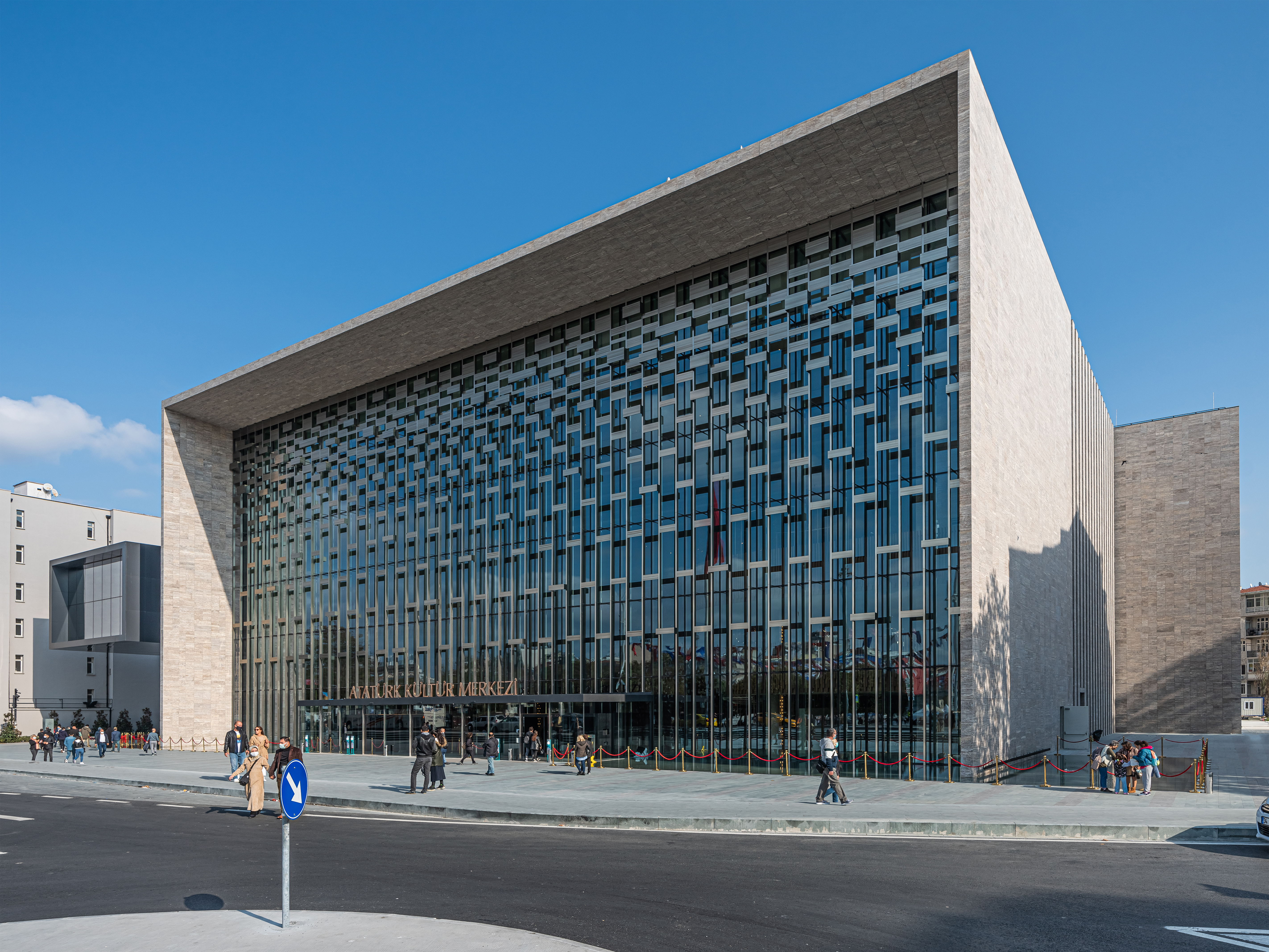
Centrum Kultury Atatürka

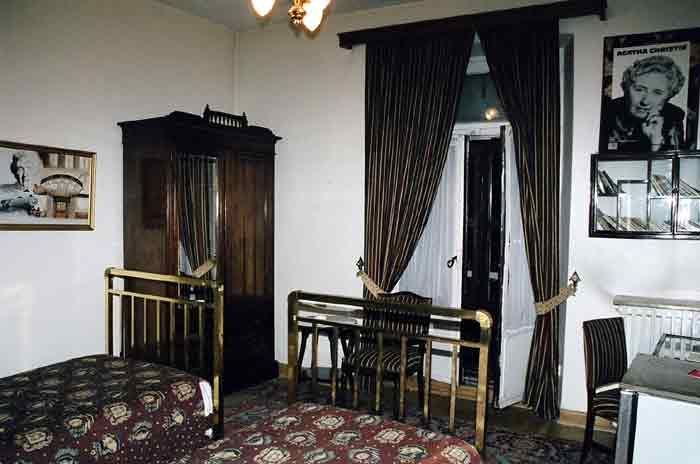
Pokój 411 w hotelu Pera Palace, w którym Agatha Christie napisała Morderstwo w Orient Expressie

Imprezy i koncerty odbywają się w wielu miejscach w Stambule, między innymi w Hagia Eirene, Rumeli Hisarı, Yedikule, Pałacu Topkapı, Parku Gülhane, również w Centrum Kultury Atatürka (AKM) na placu Taksim czy w Sali Koncertowej im. Cemala Reşita. W mieście znajduje się wiele nocnych klubów, restauracji i barów. Rejony w okolicy ulicy Istiklal oraz Nişantaşı są pełne kafejek, restauracji, pubów i klubów, a również galerii sztuki, teatrów i kin.
Międzynarodowy Festiwal Filmowy w Stambule jest jednym z najważniejszych festiwali w Turcji. Innym znanym jest Biennale w Stambule – impreza artystyczna odbywająca się od 1987, na której wystawiane są dzieła sztuki współczesnej. Muzeum Pera oraz Muzeum Sakıp Sabancı wystawiały dzieła takich artystów jak Picasso, Rodin czy Rembrandt. Muzeum Sztuki Nowoczesnej w Stambule nad Bosforem mieści kolekcję dzieł sztuki współczesnej, wystawiane są dzieła czołówki awangardowych twórców tureckich. Znajdują się tu kino i biblioteka. Muzeum Rahmi M. Koça nad Złotym Rogiem jest prywatnym muzeum poświęconym transportowi, przemysłowi i komunikacji. W 1855 w Stambule zmarł Adam Mickiewicz.

## Stambuł w kulturze
- Stambuł został opisany przez Orhana Pamuka w książce Stambuł, Wspomnienia i miasto[21].
- w 2008 roku Orhan Pamuk wydał książkę Muzeum Niewinności, której akcja rozgrywa się w Stambule w II połowie XX wieku.
- w 2016 roku Ceyda Torun zrealizowała film dokumentalny Kedi – sekretne życie kotów którego akcja toczy się w Stambule.
- Elif Shafak umiejscawia akcję swojej książki „10 minut i 38 sekund na tym dziwnym świecie” właśnie w Stambule.

## Media
Pierwsza turecka gazeta została wydrukowana 1 sierpnia 1831. Większość gazet o zasięgu ogólnokrajowym ma swoją siedzibę w Stambule, z równoległymi wydaniami w Ankarze i Izmirze.
- Główne dzienniki: Hürriyet, Milliyet, Sabah, Radikal, Cumhuriyet, Zaman, Türkiye, Akşam, Bugün, Star, Dünya, Tercüman, Güneş, Vatan, Posta, Takvim, Vakit, Yeni Şafak, Fanatik oraz Turkish Daily News
- Stacje radiowe i telewizyjne: CNBC-e, CNN Türk, MTV Türkiye, Fox Türkiye, Fox Sports Türkiye, NTV, Kanal D, ATV, Show TV, Star TV, Cine5, SKY Türk, TGRT Haber, Kanal 7, Kanal Türk, Flash TV.

## Religia
W Stambule znajduje się 2691 czynnych meczetów, 123 czynne kościoły, 26 czynnych synagog, 109 cmentarzy muzułmańskich oraz 57 niemuzułmańskich. Mniejszości religijne obejmują: wyznawców Kościoła Prawosławnego (Stambuł jest siedzibą prawosławnych patriarchów Konstantynopola; katedra patriarsza mieści się w dzielnicy Fener), Kościoła Ormiańskiego, Kościoła katolickiego oraz Żydów sefardyjskich.
Ormianie zamieszkują głównie Kumkapı w dystrykcie Eminönü. W dzielnicy Balat w dystrykcie Fatih mieszka wielu Żydów, podobnie w dzielnicy Fener Grecy, a w Nişantaşı i Beyoğlu obecni są lewantyńczycy.

### Islam

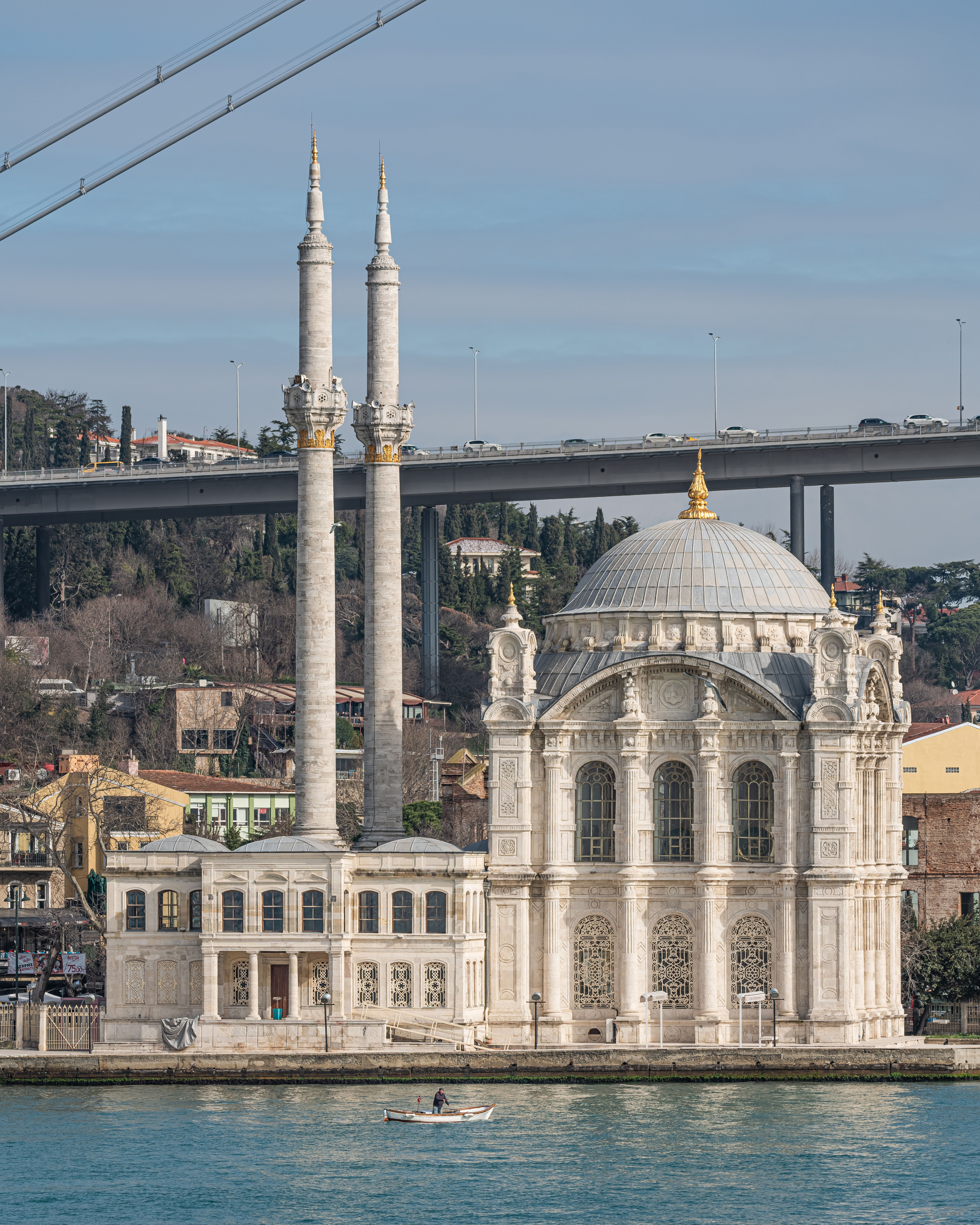
Meczet Ortaköy

Pierwszy meczet w Stambule został wybudowany w Kadıköy po azjatyckiej stronie miasta, która została zdobyta przez Państwo Osmańskie w 1353. Pierwszym meczetem po europejskiej stronie był meczet wybudowany w Rumeli Hisarı w 1452. Pierwszym dużym meczetem wybudowanym już za panowania Turków w mieście był Meczet Sultan Eyüp wybudowany w 1458, natomiast pierwszym meczetem w Stambule był Meczet Fatih (1470), wybudowany na miejscu ważnego bizantyńskiego Kościoła Świętych Apostołów.
Stambuł był siedzibą Kalifatu w latach 1517–1924. W Pałacu Topkapı i Meczecie Eyüp Sułtan znajdują się przedmioty należące do Mahometa i pierwszych Kalifów. Sułtan dzierżył klucze do Mekki.

### Chrześcijaństwo

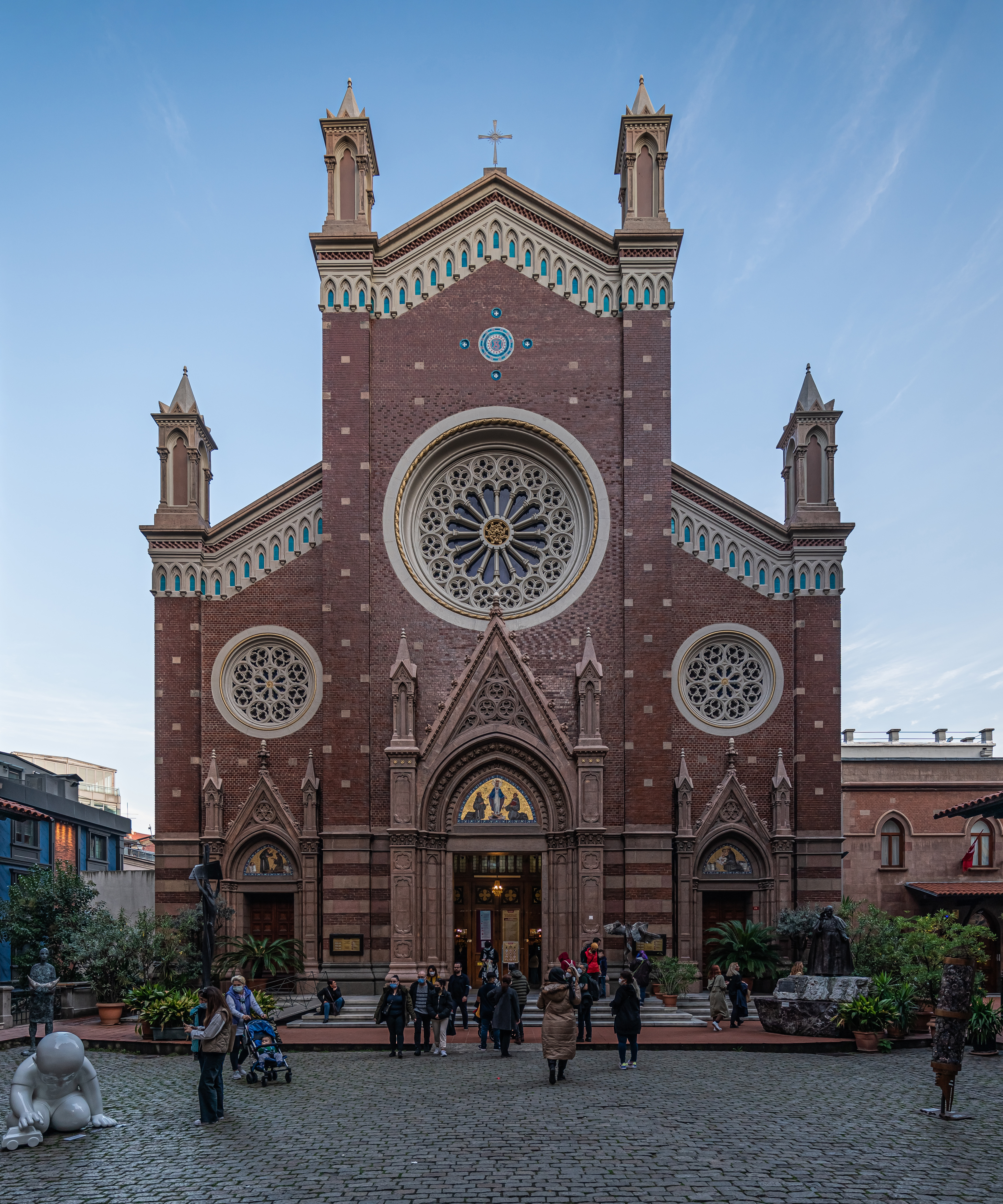
Bazylika Świętego Antoniego Padewskiego w Stambule

Siedzibą patriarchy Konstantynopola jest dystrykt Fener. W Stambule ma swoją siedzibę również Apostolski Kościół Ormiański. Po zdobyciu Konstantynopola sułtan Mehmed II ustanowił system Milletów, zgodnie z którymi ludność na terenie Konstantynopola i całego Imperium została podporządkowana do grup według przynależności religijnej, a nie etnicznej. I tak Mehmed II założył w 1461 nieistniejący wcześniej Ormiański Patriarchat Konstantynopola. W epoce Bizancjum, Kościół Ormiański był uważany za herezję i nie pozwalano Ormianom posiadać swojego kościoła wewnątrz murów miejskich. Kilku ormiańskich świętych, takich jak Święty Nerses, było wygnanych i uwięzionych na Adalar w pobliżu Konstantynopola na Morzu Marmara.
W momencie wprowadzenia systemu milletów wiele spraw wewnątrz społeczności przeszło pod zarząd zwierzchników religijnych danych społeczności: patriarchy Konstantynopola dla wyznawców prawosławia, ormiańskiego patriarchy Konstantynopola dla Ormian (oraz przejściowo dla chrześcijan syryjskich) oraz naczelnego rabina dla Żydów.
Od końca XIX w. liczebność mniejszości ormiańskiej i greckiej w Stambule zmniejszała się. W 1923 doszło do wymiany ludności między Grecją a Turcją. Jednakże Greckim mieszkańcom Stambułu oraz wysp Imbros i Tenedos pozwolono pozostać w swoich domach, w zamian za co w greckiej Tracji Wschodniej mogła pozostać miejscowa społeczność turecka. Pomimo tego w latach 30. XX w. wprowadzono dyskryminujące ustawodawstwo, które zabraniało Grekom wykonywania około 30 zawodów od krawca czy cieśli po zawody medyczne i prawnicze. W 1942 wprowadzono dodatkowe podatki dochodowe, które miały służyć zebraniu funduszy na obronę kraju w razie ewentualnego przystąpienia Turcji do II wojny światowej. Szczególnie boleśnie dotknęły one ludność niemuzułmańską (chrześcijan, Żydów), wciąż kontrolującą znaczną część tureckiej gospodarki. Dodatkowo w 1955 Pogrom Stambulski spowodował dalszą, liczną emigrację Greków. W 1964 roku wszyscy Grecy nieposiadający tureckiego obywatelstwa (było to około 100 000) zostali deportowani.
Obecnie większość Greków i Ormian w Turcji oraz Lewantyńczyków zamieszkuje okolice Stambułu. Znajduje się tu również pewna liczba Niemców Bosforskich. W okolicach Stambułu znajdują się osiedla zamieszkane przez ludność obcego pochodzenia. Najbardziej znane to: Arnavutköy (wioska albańska), Polonezköy (polska wioska) oraz Yeni Bosna (Nowa Bośnia).
Na początku XX w. w Stambule znajdowało się ponad 40 000 katolików pochodzenia włoskiego (potomkowie kupców z Genui i Wenecji osiadłych tu w czasach Bizancjum i Imperium Osmańskiego oraz włoskich robotników przybyłych tu w XIX w.). W Stambule przebywali Giuseppe Garibaldi oraz Giuseppe Mazzini. Wpływy włoskie widać w Stambule w architekturze dzielnic Galata, Beyoğlu i Nişantaşı.

### Judaizm

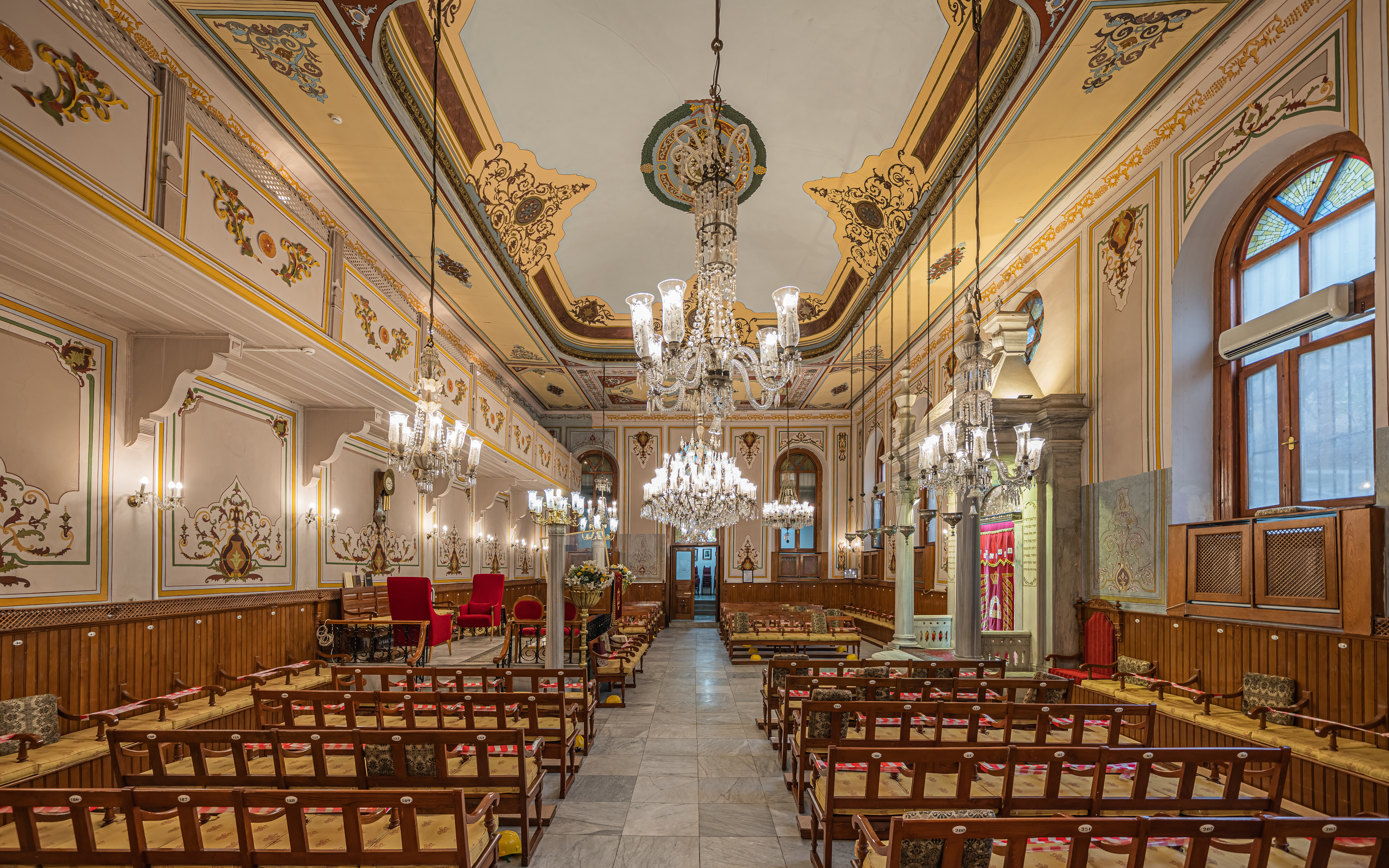
Synagoga Hemdat Izrael w Stambule

Żydzi sefardyjscy zamieszkiwali miasto od ponad 500 lat. Wraz z Arabami uciekli z Półwyspu Iberyjskiego w 1492 przed hiszpańską inkwizycją, która zmuszała ich do przejścia na chrześcijaństwo. Sułtan osmański Bajazyd II wysłał do Hiszpanii flotę pod dowództwem Kemala Reisa, by ocalić torturowanych i zabijanych Arabów i Żydów. Ponad 200 000 hiszpańskich Żydów uciekło do Tangeru, Algierii, Genui i Marsylii, a następnie do Salonik i Stambułu. Sułtan nadał obywatelstwo osmańskie ponad 93 000 sefardyjskim Żydom. Kolejna duża grupa Sefardyjczyków przybyła z południowej Italii, która była wówczas pod kontrolą Hiszpanii. Synagoga Włoska w Stambule w dzielnicy Galata została wybudowana właśnie przez potomków włoskich Żydów. Pierwsza maszyna drukarska w Stambule została utworzona przez sefardyjskiego Żyda w 1493. Żydowska rodzina Camondo była znaną rodziną bankierską. Znane ‘Schody Camondo’ na Bankalar Caddesi, to przykład secesji, a zostały wybudowane przez bankiera Salomona Camondo. Znajdują się one w Karaköy (Galata). Obecnie ponad 20 000 Żydów sefardyjskich mieszka w Stambule.
Mieszka tu od XIX w. również mniejsza liczebnie grupa Żydów aszkenazyjskich. Synagoga austriacka (Avusturya Sinagogu, Aşkenaz Sinagogu) jest jedną z najbardziej znanych synagog w mieście. 
W latach 30. i 40. XX w. do Stambułu napłynęła druga fala Aszkenazyjczyków z centralnej i wschodniej Europy.
Obecnie w Stambule znajduje się ponad 26 aktywnych synagog. Najważniejsza z nich to Synagoga Neve Shalom założona w 1951 roku, w dzielnicy Beyoğlu.
Naczelnym rabinem Stambułu jest obecnie Ishak Haleva.
Po ustanowieniu niepodległego Izraela w 1948 wielu Żydów wyjechało do Izraela, przyczyniając się jednocześnie do ustanowienia silnych relacji między oboma krajami. Dawid Ben Gurion, Icchak Ben-Zwi oraz Mosze Szarett studiowali w szkołach stambulskich takich jak liceum Galatasaray czy Uniwersytet Stambulski.

## Zabytki i muzea
Pomimo zniszczeń miasto obfituje w wiele cennych zabytków z okresów bizantyńskiego i osmańskiego.
- Muzea:

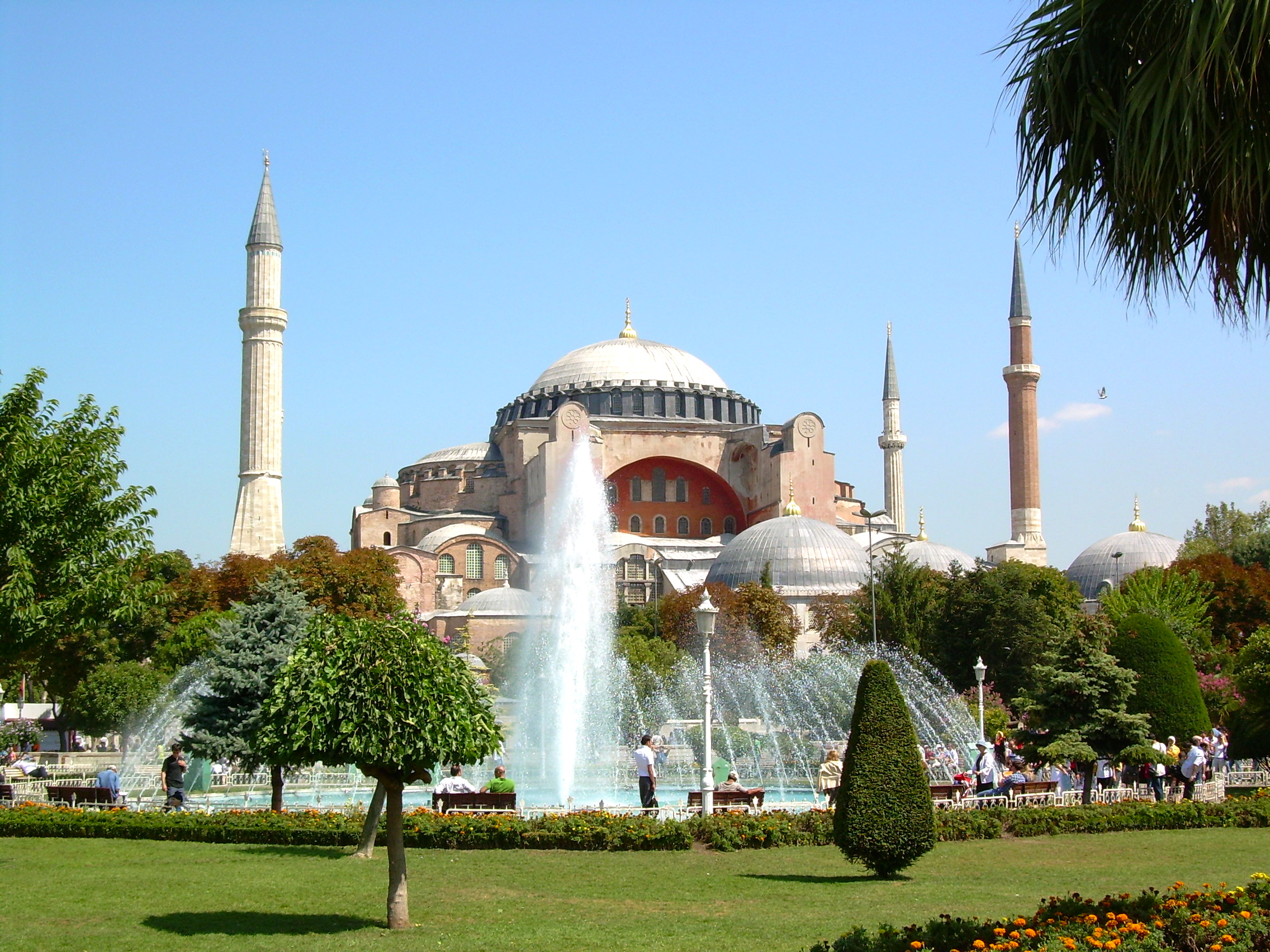
Hagia Sofia

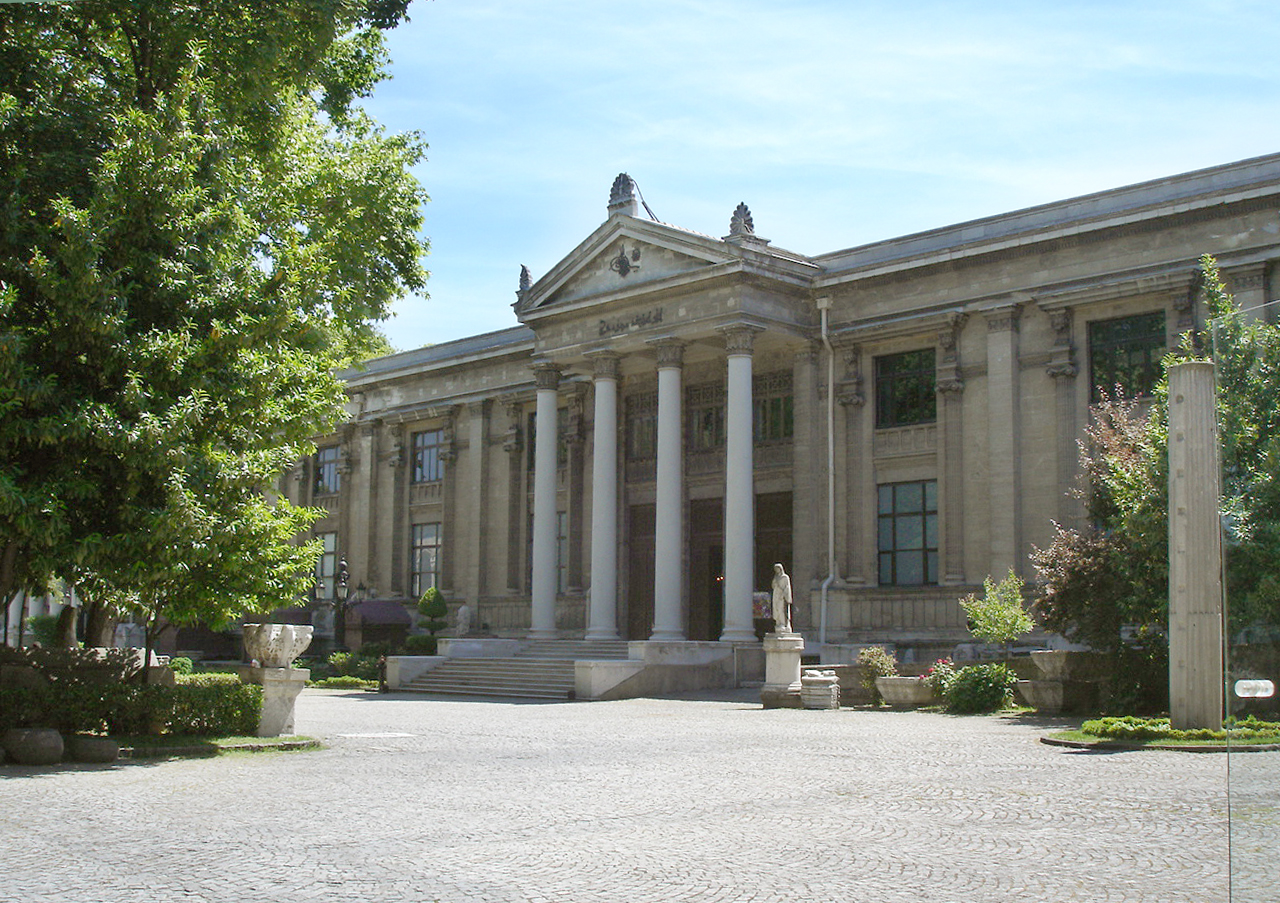
Muzeum Archeologiczne

  - Hagia Sofia z VI wieku, Kościół Mądrości Bożej przerobiony za czasów tureckich na meczet, a od 1935 na muzeum. Czwarty co do wielkości kościół świata, z tak olbrzymią zamkniętą przestrzenią.
  - Muzeum Mozaiki. Zbiory z IV i VI w. Muzeum zajmuje pomieszczenia i dziedzińce starego pałacu bizantyjskiego.
  - Muzeum Sztuki Tureckiej i Islamskiej w Stambule. Jest to były pałac Ibrahima Paszy. Muzeum mieści się w nim od 1983 roku. Znajdują się tu rękopisy z VIII-XIX wieku, dzieła sztuki z kamienia, ceramiki, drewna i metalu, ręcznie tkane dywany tureckie. W 1984 roku muzeum zdobyło nagrodę Rady Europy, a w 1985 UNESCO[22].
  - Muzeum Archeologiczne w Stambule. Kompleks składa się z Muzeum Starożytnego Wschodu, Pawilonu fajansowego i Muzeum Dzieł Starożytnych.
  - Muzeum Morskie w budynku Urzędu Finansowego w dzielnicy Beşiktaş. Zawiera eksponaty pochodzące z osmańskiej floty wojennej, modele okrętów, działa, mapy mórz i mundury.
  - Muzeum Adama Mickiewicza. Mieści się w domu, w którym mieszkał i zmarł w 1855 roku Adam Mickiewicz[23].
  - Muzeum Pera. Założone w 2005. Zbiór sztuki orientalnej. Wcześniej był tu hotel, w którym zatrzymała się Agatha Christie. Tu napisała „Morderstwo w Orient Expressie”[24].

- Meczety:

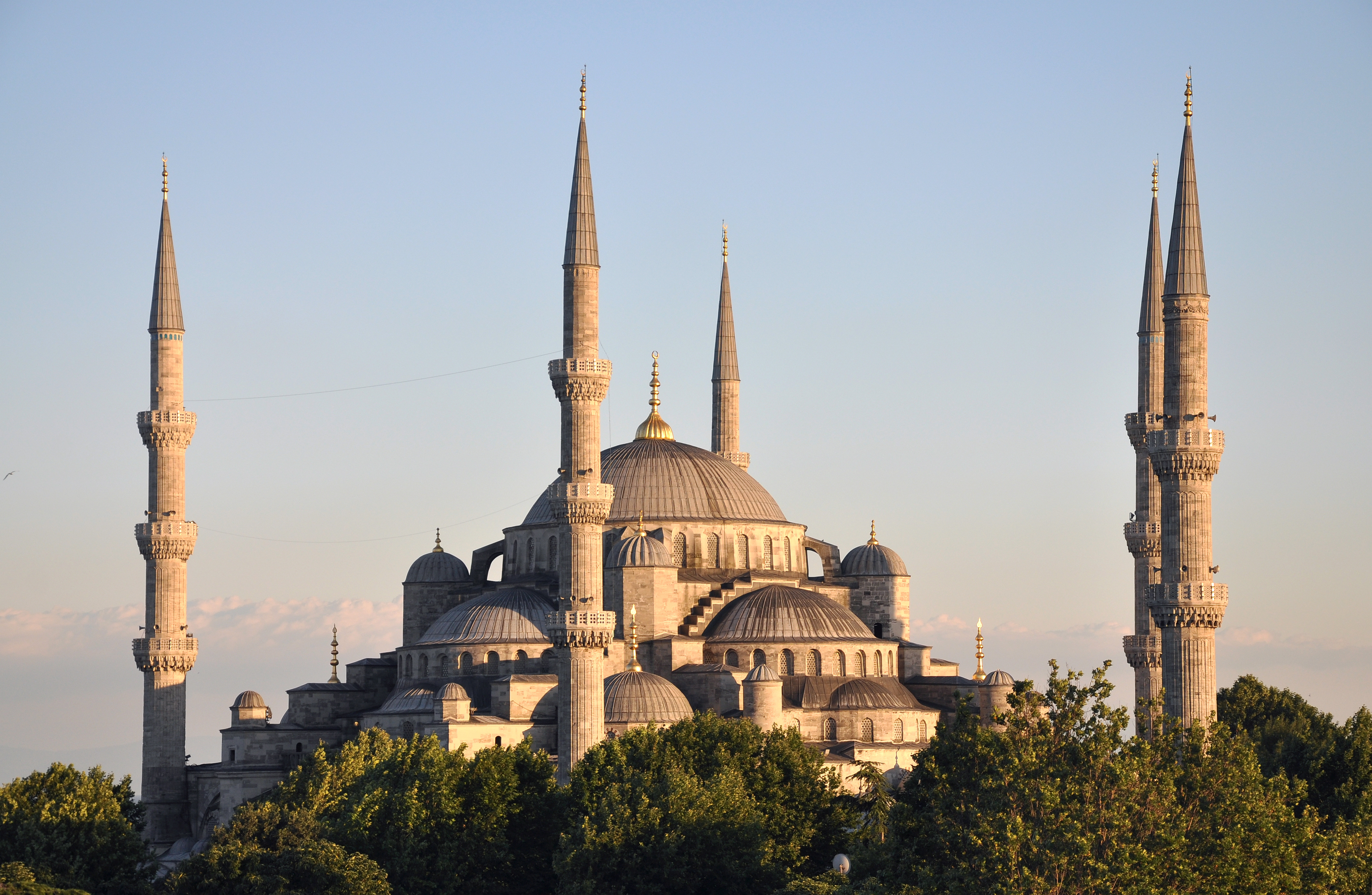
Błękitny Meczet

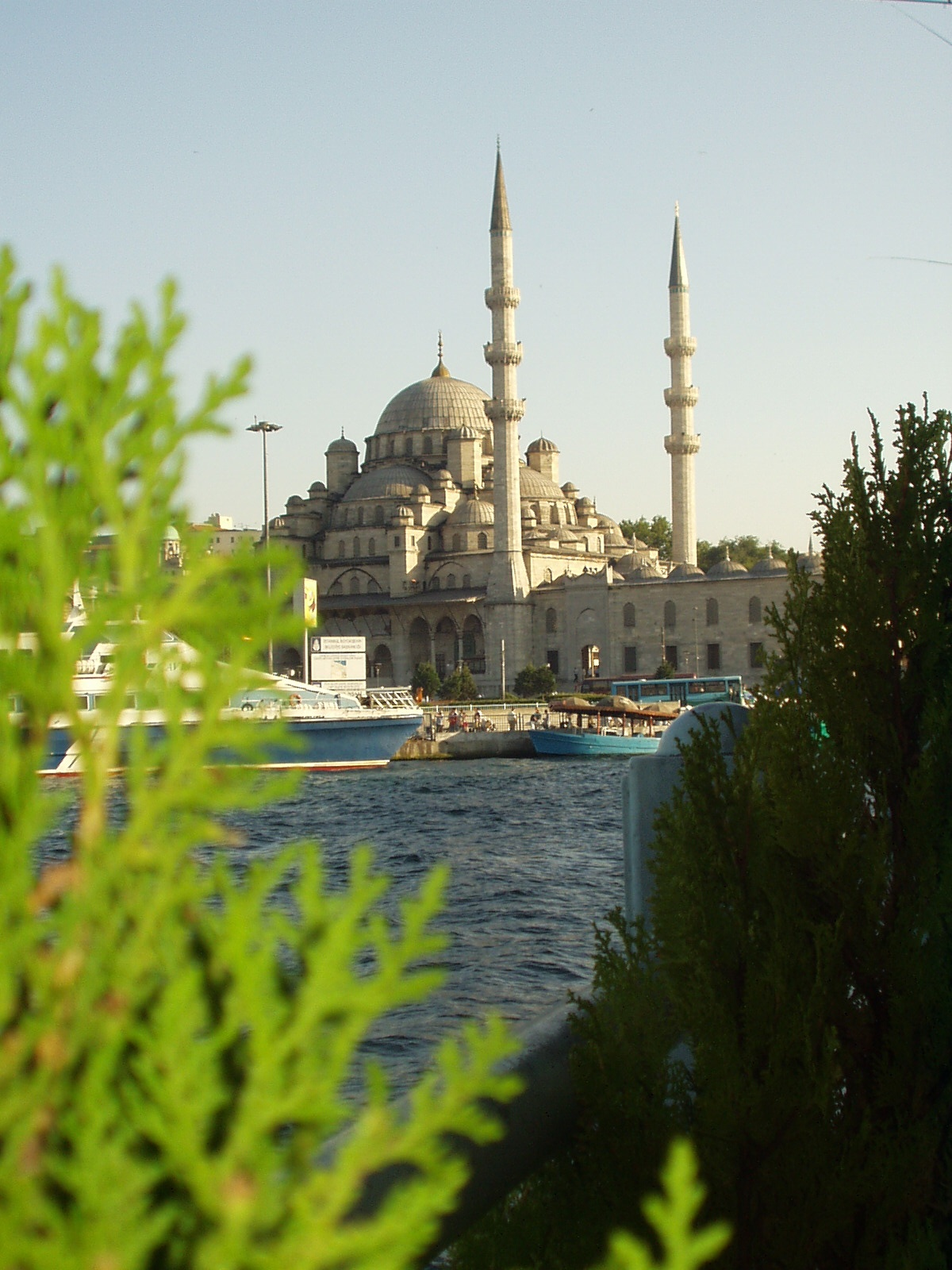
Nowy Meczet

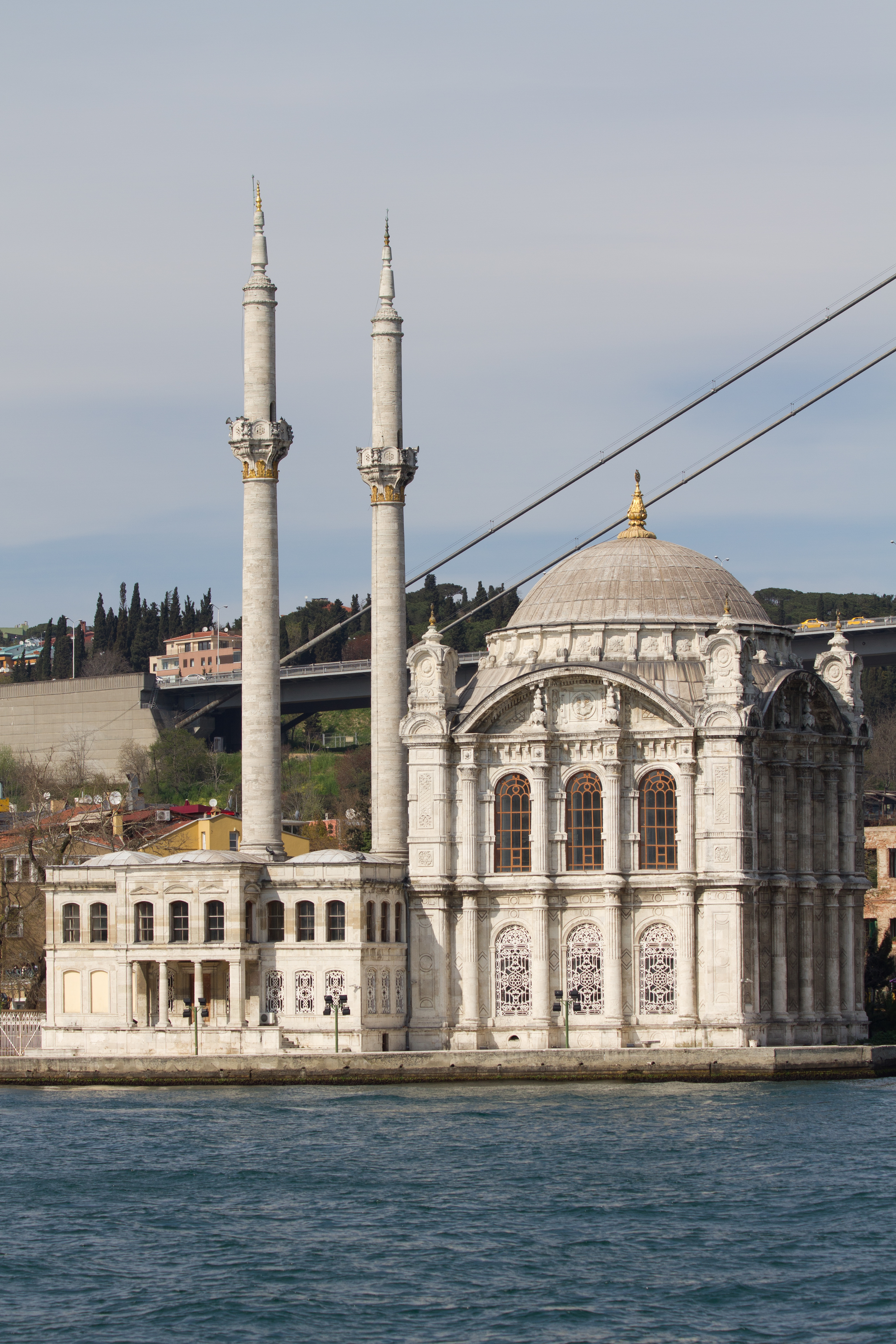
Meczet Ortaköy

  - Meczet Dolmabahçe (Dolmabahçe Camii). Wybudowany przez ormiańskiego architekta Nikoğosa Baylana, dla matki sułtana Abdulmecida. Meczet powstał w 1852–1853 i widać w nim wpływy baroku i renesansu.
  - Błękitny Meczet (Sultan Ahmet Camii) zbudowany 1609–1616. Największy i najbardziej wystawny meczet miasta.
  - Meczet Sulejmana (Süleymaniye Camii) zbudowany 1550–1557. Budową tego meczetu dowodził wybitny budowniczy epoki osmańskiej – Sinan. Budowla oparta jest na specjalnym fundamencie, złożonym z podobnych do cystern konstrukcji wypełnionych wodą. Z tego powodu meczet ten jest uważany ze najbardziej odporny na trzęsienia ziemi budynek. Meczet spoczywa trzecim z siedmiu stambulskich wzgórz. Leży w dzielnicy zamieszkiwanej w czasie Imperium przez niemuzułmanów.
  - Meczet Sultan Eyüp. Jedno z najważniejszych miejsc w Stambule dla muzułmanów. Naprzeciwko meczetu znajduje się mauzoleum, w którym pochowano przyjaciela Mahometa – Eyüpa el Ensari. Gdy Turcy oblegali Konstantynopol w 1453 roku odnaleziono jego grób.
  - Nowy Meczet (Yeni Camii) z XVI–XVII wieku. Budowano go 66 lat. Meczet Nuruosmaniye. Zbudowany w XVI wieku. Usytuowany jest u wejścia na Kryty Bazar. W jego projekcie, po raz pierwszy zastosowano europejski Barok.
  - Meczet Bajazyda. Jego charakterystyczną cechą jest plan poziomy w kształcie odwróconej litery „T”. Jest to pierwszy przykład klasycznej osmańskiej architektury meczetów. Obok meczetu znajduje się Wieża Beyazita wybudowana w 1828 roku. Wypatrywano z niej pożarów. Na szczyt prowadzi 180 stopni, cztery piętra nazwano Straż, Sygnał, Kosz i Sztandar.
  - Meczet Rüstema Paszy. Zbudowany przez Sinana w 1561 roku dla zięcia Sulejmana Wspaniałego.
  - Meczet Fatih. Pierwszy duży, sułtański meczet, wybudowany na miejscu ważnego bizantyńskiego Kościoła Świętych Apostołów, który po podboju miasta służył jako katedra Prawosławnego Patriarchy Konstantynopola. Do czasu powstania Meczetu Sulejmana był to największy meczet miasta. Kompleks Fatih jest uważany za pierwszy uniwersytet postawiony przez sułtanów w Stambule. Obejmuje on liczne medresy, biblioteki, szkoły podstawowe, kuchnie dla ubogich, zajazd dla derwiszy, szpital, łaźnie.
  - Meczet Ortaköy. Wybudowany przez Nikoğosa Balyna w latach 1854–1855. Miejsce modlitw dynastii rządzącej.
- Kościoły:
  - Kościół św. Jana Chrzciciela – Element dawnego Klasztoru Studios (V wiek) (pozostałości).
  - Kościół Pokoju (św. Ireny) (VI wiek).
  - Kościół św. Sergiusza i Bachusa (VI wiek).
  - Kościół Świętego Stefana (Kościół Bułgarski) odlany z żelaza i zmontowany na miejscu w 1896.
  - Kościół Teodozji (VIII-IX wiek) Kościół został zbudowany za panowania cesarza Bazylego I pod koniec IX wieku. Pochowano tam, między innymi, cztery córki cesarza. Patronka tej świątyni – Teodozja była zakonnicą, którą stracono w VIII wieku, w okresie ikonoklazmu. 19 stycznia 729 roku cesarz Leon III rozkazał usunąć posąg Chrystusa stojący nad główną bramą do wielkiego pałacu cesarskiego. Kiedy jeden z żołnierzy wypełniał ten rozkaz, w okolicy zgromadziła się grupa kobiet chcących mu w tym przeszkodzić. Teodozja zrzuciła go z drabiny, w wyniku czego żołnierz zginął. Za ten czyn została ona schwytana i stracona. Wraz z końcem epoki ikonoklazmu Teodozję uznano za świętą i męczennicę.
  - Kościół św. Marii od Mongołów (VII-XIII wiek). Jest to jedyny[25] prawosławny kościół dawnego Konstantynopola, który nigdy nie był zamieniony w meczet. Kościół powstał w VII wieku z fundacji cesarzówny Soparty, córki cesarza Maurycjusza. Kościół był pierwotnie elementem prawosławnego klasztoru. Po zajęciu miasta przez Krzyżowców klasztor został rozwiązany, a kościół popadł w ruinę. Odbudowano go wkrótce po odzyskaniu miasta, za panowania cesarza Michała VIII Paleologa. Jednakże gruntowną odbudowę, tak kościoła, jak i klasztoru, podjęła, w 1288, nieślubna córka cesarza, która powróciła wtedy do miasta po śmierci swojego męża, mongolskiego chana Abaku. Stąd też pochodzi obecna nazwa kościoła. 29 maja 1453 okolice kościoła były terenem zaciekłych walk obrońców miasta z Turkami. Z tego powodu kościół nazywany był przez Turków „Krwawym” (Kanlı Kilise).
  - Kościół Chrystusa Wszechwidzącego (tur. Eski Imaret Camii). Kościół powstał w XI wieku z fundacji Anny Dalasseny, matki cesarza Aleksego I Komnena. W kościele tym Anna spędziła ostatnie chwile swojego życia jako mniszka. W czasach Cesarstwa Łacińskiego, kościół służył Katolikom, a w klasztorze zamieszkali Benedyktyni.
  - Kościół Pammakaristos (Meczet Fethiye). Zbudowany w XII wieku, przez Jana Komnena. W 1591 zmieniony na meczet. Dzisiaj meczet i muzeum. Jest obok Kościoła Chora i Hagia Sophia najładniejszym kościołem bizantyjskim, ozdobionym mozaikami typowymi dla renesansu bizantyjskiego. Siedziba Prawosławnego Patriarchy Konstantynopola w latach 1461–1586.
  - Kościół Myrelaion (z gr. miejsce mirry) tur. Bodrum Camii. Budynek, wzniesiony w X wieku przez cesarza Romana I Lekapena, miał być nowym miejscem cesarskiego pochówku. Kościół wybudowano obok nowo wzniesionego pałacu, który powstał na szczycie ogromnej, pochodzącej z V wieku, rzymskiej rotundy. Swymi rozmiarami ustępowała ona jedynie Rzymskiemu Panteonowi. W późniejszym okresie cesarz zamienił pałac na klasztor. Po śmierci został on, zgodnie ze swym życzeniem, pochowany w nowym kościele obok swojej żony i najstarszego syna.
  - Kościół św. Zbawiciela (na Chorze). Pierwszy kościół powstał w IV wieku za murami miejskimi, dlatego nazywano go Kościołem za Murami, czyli Chora. Obecny kościół pochodzi z XI wieku. Jest on uważany za jeden z najpiękniejszych przykładów kościołów greckich w mieście. W XVI wieku został on zamieniony w meczet (obecnie muzeum). W przeciwieństwie do większości kościołów zamienionych na świątynie muzułmańskie, w dużej części ocalały tu wspaniałe freski i mozaiki.
  - Klasztor Chrystusa Pantokratora (Meczet Zeyrek). Zespół budynków klasztornych wybudowanych w XII wieku przez ówczesnego mistrza Nikifora.

- Pałace:

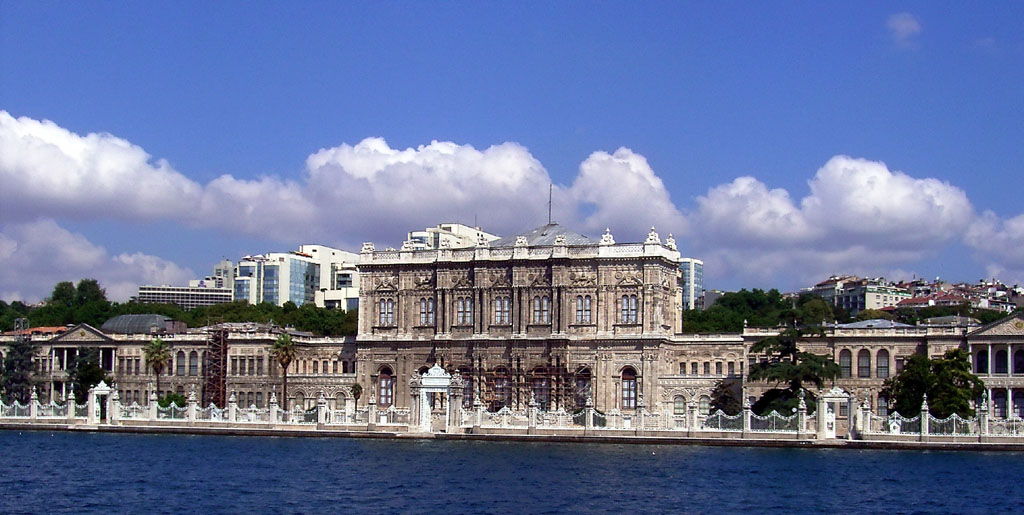
Pałac Dolmabahçe

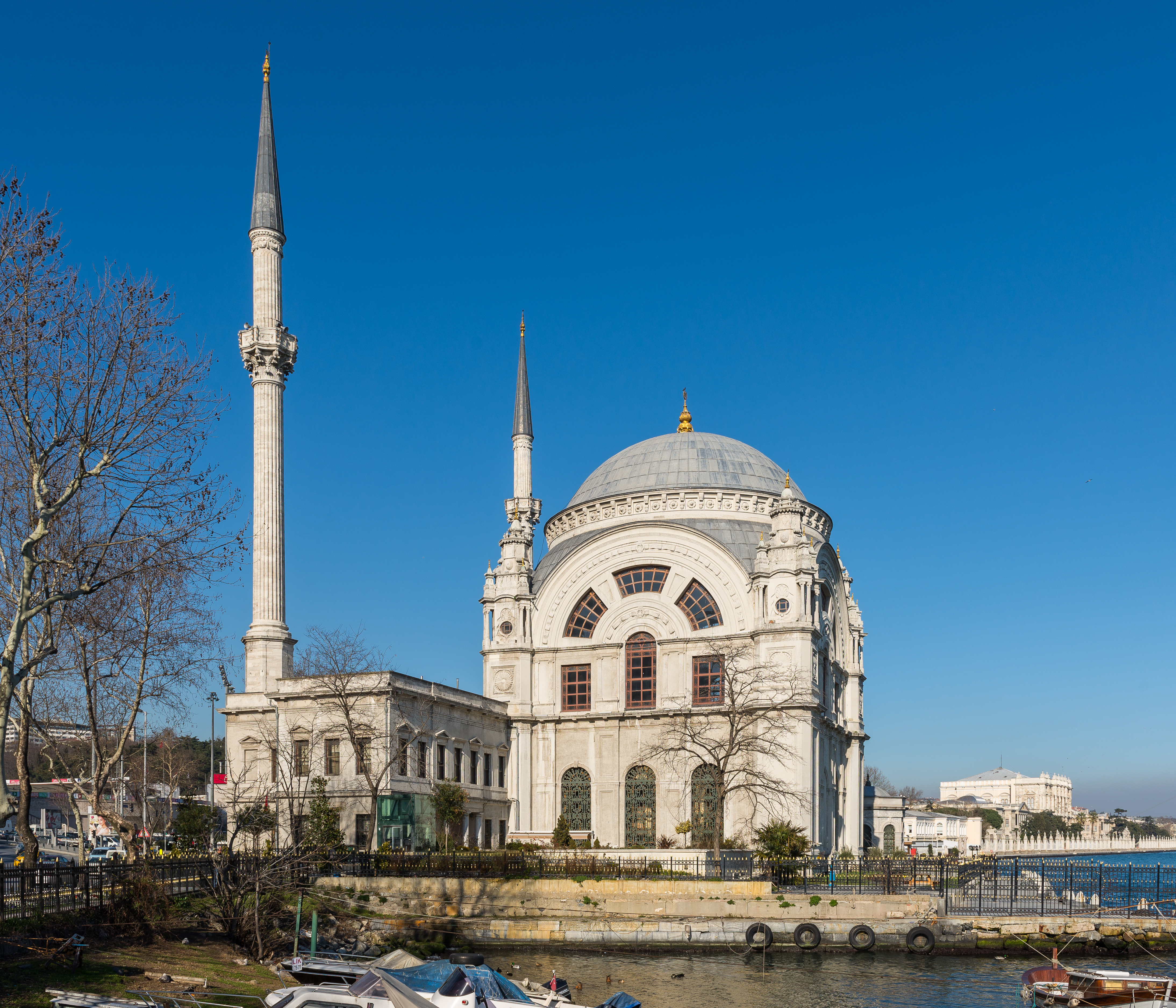
Meczet Dolmabahçe

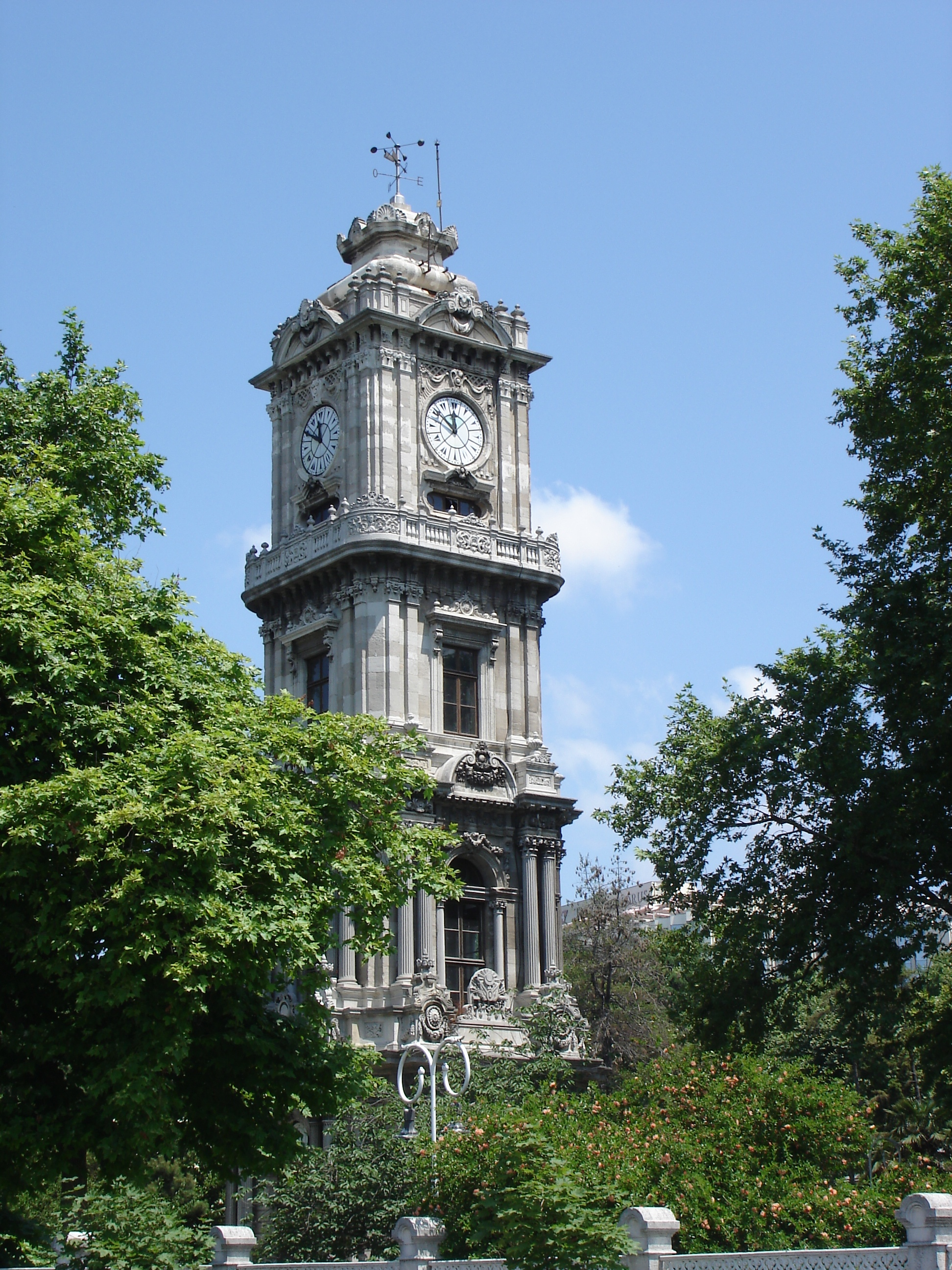
Wieża Zegarowa Dolmabahçe

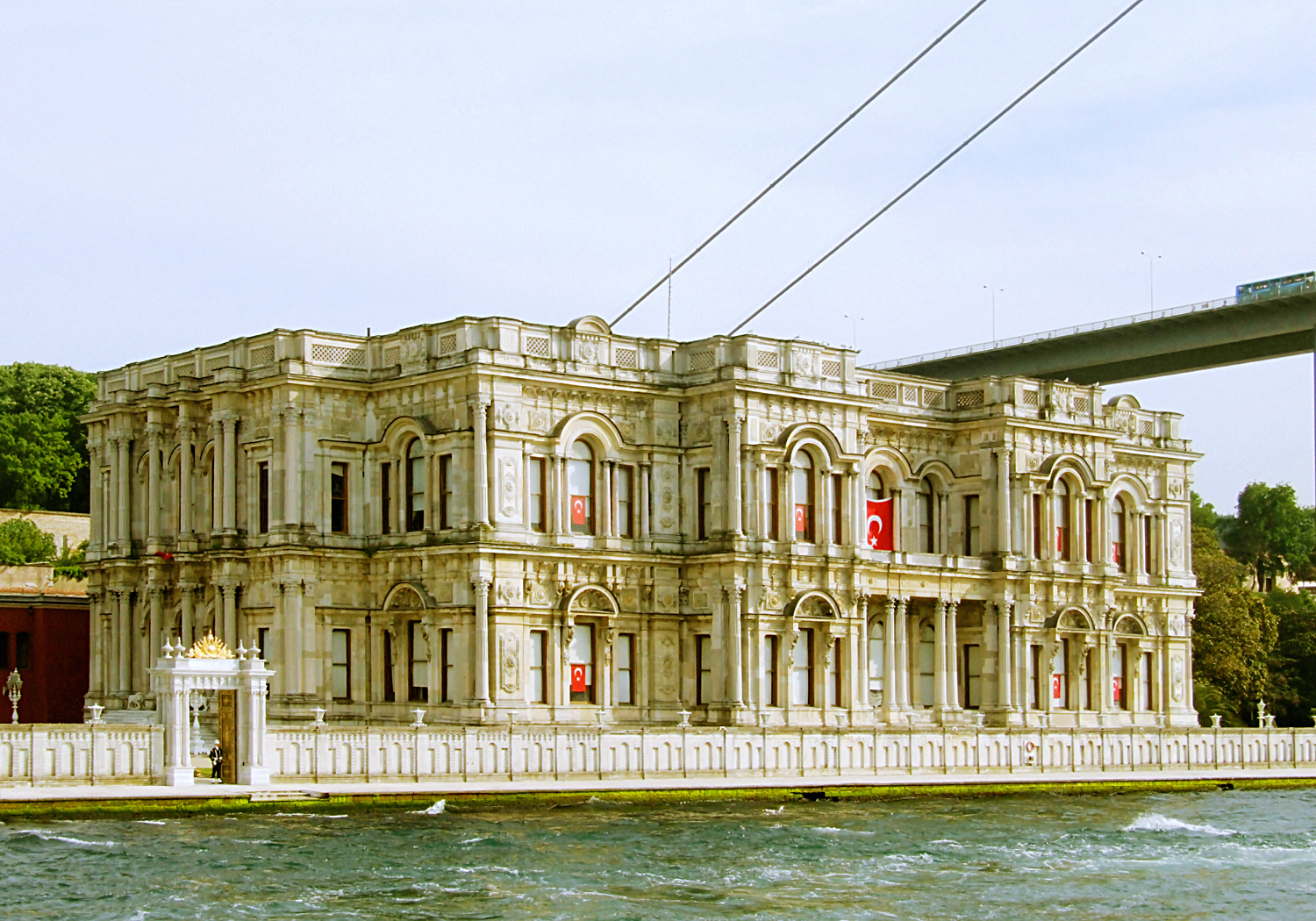
Pałac Beylerbeyi

Forteca Rumeli

  - Pałac Porfirogenetów (pozostałości) (V–XV wiek), zwany również Pałacem Blachernae.
  - Pałac Topkapı (Topkapı Sarayı) (XV–XIX wiek). Najważniejszy budynek historyczny. Centrum administracyjne imperium przez 400 lat.
  - Pałac Dolmabahçe (Dolmabahçe Saray). Wybudowany na rozkaz Abdulmecida I przez Ormianina Karabeta Balyana. Po powstaniu Republiki Tureckiej oddano go do dyspozycji Atatürka. Mustafa Kemal Atatürk zmarł tu 10 listopada 1938 roku. Obecnie mieści się tu Muzeum Sztuk Pięknych. Przy bramie pałacu znajduje się Wieża Zegarowa Dolmabahçe. Powstała w 1890 roku. Jej podłogi wykonano z marmuru. Zegary na czterech stronach pochodzą z francuskiej firmy Garnier i ozdobione są herbami osmańskimi.
  - Pałac Beylerbeyi. Z XVI w. Willa wybudowana przez księcia Rumelii Mehmeta Paszę. Był to drugi pałac nad Bosforem przeznaczony na letnią rezydencję. Przyjmowano tu Edwarda VIII i panią Simpson, Franciszka Józefa, żonę Napoleona III.
  - Pałacyk Küçüksu. Powstał w latach 1856–1857 w stylu rokoko i baroku. Chętnie odwiedzany przez Atatürka. Od 1983 muzeum.
  - Pałac Gwiazd (Yıldız Sarayı). Zbudowany w 1880 roku. Siedziba sułtana Abdulahmida II.
- Pomniki i obeliski:
  - Obelisk Teodozjusza znany również jako Obelisk Egipski. Najstarsze dzieło sztuki na Hipodromie oraz w Stambule. Pochodzi z XV p.n.e. Faraon Totmes II kazał go wybudować na pamiątkę swojego zwycięstwa w Mezopotamii. Na rozkaz cesarza Teodozjusza I przywieziono go w 390 roku z Karnaku. Wykonany z różowego granitu asuańskiego. Na szczycie przedstawiono faraona z bogiem Amonem. Pod obeliskiem znajduje się cokół z 389 roku.
  - Obelisk Konstantyna VII Porfirogenety (Ormetaş).
  - Kolumna Wężowa (Yılanlı Sültun) ze świątyni Apollina w Delfach. Kolumna symbolizuje zwycięstwo Greków nad Persami w bitwie pod Platejami. Kolumna odlana jest z brązu.
  - Kolumna Konstantyna (tur. Çemberlitaş – Kolumna z pierścieniem) – kolumna Konstantyna I Wielkiego. W czasach Bizancjum znajdowała się na Forum Constantinum. Kolumnę wybudował w IV wieku cesarz Konstantyn I Wielki i to jego posąg znajdował się na szczycie kolumny. Jej obecna wysokość to 37 metrów. By poprawić jej stabilność, opasano ją metalowymi pierścieniami. Zgodnie z legendą, w jej podstawę wbudowano fragmenty Świętego Krzyża i laski Mojżesza, którą otworzył on wody Morza Czerwonego, przywiezione do Stambułu przez Konstantyna[26].
- Inne ciekawe miejsca:
  - Kryty Bazar (Kapalıçarşı). W czasach Bizantyjskich był tu targ, Turcy po zdobyciu Konstantynopola zbudowali tutaj halę dla jubilerów i antykwariuszy. W następnych latach Bazar rozrastał się. Po każdym trzęsieniu ziemi i pożarze Bazar odnawiano i rozbudowywano. Zajmuje on powierzchnię 3 hektarów, ma 80 uliczek, około 3500 sklepików. Było to również centrum finansowe i ekonomiczne Imperium. Zawierano tu transakcje bankowe i giełdowe. Do połowy XIX wieku było to centrum handlu niewolnikami.
  - Bazar Egipski. Położony na nabrzeżu Eminönü, przy wjeździe na Most Galata. Nazwa została nadana w czasach Imperium, kiedy to na tym bazarze handlowano przyprawami z Egiptu. Zbudowany w 1660.
  - Çiçek Pasajı (Pasaż kwiatowy) – XIX-wieczny budynek przy ulicy İstaiklal Caddesi z długim dziedzińcem wewnętrznym. Jego nazwa pochodzi od kwiatów, które sprzedawały tam ubogie Rosjanki, uciekinierki z Rosji po rewolucji bolszewickiej[27].
  - Hipodrom (At Meydanı). Na hipodromie znajdują się Obelisk Teodozjusza I, Obelisk Konstantyna VII oraz Kolumna Wężowa. W 1898 roku wybudowano tutaj Fontannę niemiecką – dar cesarza Wilhelma. Cesarz ufundował również system kanałów sprowadzających do niej wodę z Lasów Belgradzkich.
  - podziemne cysterny na wodę: (Cysterna Filoksenosa, Cysterna Teodozjusza oraz Cysterna bazyliki – Yerebatan Sarnıcı). Cysterna bazyliki to największa z sześćdziesięciu cystern zbudowanych w Stambule w czasach bizantyjskich. Do podtrzymania stropu użyto kolumn z wielu rzymskich budowli. 366 kolumn podpiera sklepienie, sprawiając wrażenie lasu kolumn. Jako podstawy do dwóch kolumn użyto płaskorzeźb głowy meduzy.
  - Akwedukt Walensa (Bozdoğan Kemeri). Zbudowany w 375 na rozkaz cesarza Walensa. Z Lasów Belgradzkich sprowadzał wodę do miasta. Akwedukt biegnie na wysokości 64 m n.p.m. i osiąga miejscami wysokość 20 metrów.
  - Yedikule (Forteca Siedmiu Wież). Jeszcze przed wzniesieniem murów miejskich cesarz Teodozjusz I Wielki kazał tu zbudować łuk triumfalny, który następnie został włączony do murów budowanych w 413–439. Wieżę przy bramie obłożono marmurem, zaś wrota złotem. Marmurowe wieże ozdabiały posągi z brązu i złota. Powstała w ten sposób Złota Brama, była przeznaczona wyłącznie dla cesarza. U schyłku Bizancjum bramę zamurowano. W latach 1457–1458 Mehmet Zdobywca wybudował tutaj kolejne wieże obronne i uczynił z tego miejsca skarbiec (przeniesiony za Murata III do pałacu. Wieża do 1831 roku była więzieniem). Z Yedikule rozciąga się wspaniały widok na Morze Marmara.
  - Rumeli Hisarı. Twierdza nad brzegiem Bosforu, zbudowana przez Mehmeda II. W środku znajduje się muzeum dział.
  - Anadolu Hisarı – Twierdza Anatolijska. Leży naprzeciwko Rumeli Hisarı. Zbudowana w 1393 podczas oblężenia Stambułu przez Turków. W jej sąsiedztwie leżą liczne historyczne wille, budowane w XVII i XIX wieku.
  - Wieża Leandra (Kızkulesi). Wieża na Bosforze. Obecnie restauracja i kawiarnia.
  - Wieża Galata. O wysokości 61 metrów. Wieża stała w tym miejscu już w V wieku. Obecna forma pochodzi z 1348 roku. Zbudowana przez Genueńczyków jako część muru obronnego. W czasach osmańskich pełnia funkcje więzienia, magazynu, latarni morskiej i strażnicy.
  - Mury lądowe. Zbudowane w V wieku, mają długość około 6 km. Konstrukcję wzmacnia 96 wież. Przed murami wykopano rów o głębokości 10 metrów i szerokości 20 metrów. Za nim leżą w odległości 10 metrów od siebie podwójne mury. Z Yedikule można dostrzec ruiny wielu bram, między innymi: Belgradzkiej, Silivri, Tańczących Derwiszy, Topkapı, Edirnekapı.
  - Tünel. Naprzeciwko Mostu Galata znajduje się krótka linia tramwajowa (570 metrów) z tunelem, łącząca dzielnice Galatai i Beyoğlu. Wybudowano ją w latach 1871–1876. Projekt jest autorstwa francuskiego inżyniera Gavanda. Jest to trzecia podziemna kolej świata i najkrótsza.
  - Plac Taksim – Najruchliwsze miejsce miasta. Leży między centrami handlowymi i biurowymi. Nazwa pochodzi od rozdzielni wody pitnej (z 1733) na nim stojącej. Na środku placu znajduje się Pomnik Rewolucji – Wojny Wyzwoleńczej i powstania Republiki.
  - Plac Bajazyda – jeden z najstarszych placów w mieście. Na nim znajdują się Meczet Bajazyda i Muzeum Kaligrafii oraz wejście na teren kampusu Uniwersytetu Stambulskiego
  - Polonezköy. Polska wioska w pobliżu Stambułu. Założona w XIX w.

## Miasta partnerskie
Miasta partnerskie Stambułu:

- Ałmaty (Kazachstan) (2.04.1998)
- Amman (Jordania) (28.11.1997)
- Bangkok (Tajlandia) (6.07.2009)
- Barcelona (Hiszpania) (5.01.1997)
- Bejrut (Liban) (29.10.2010)
- Bengazi (Libia) (20.02.2013)
- Berlin (Niemcy) (17.11.1989)
- Chartum (Sudan) (9.01.2001)
- Damaszek (Syria) (18.12.2006)
- Dubaj (Zjednoczone Emiraty Arabskie) (22.03.1997)
- Durrës (Albania) (6.02.1998)
- Dżakarta (Indonezja) (13.04.2007)
- Dżudda (Arabia Saudyjska) (1984)
- Giza (Egipt) (12.12.2012)
- Houston (Stany Zjednoczone) (20.10.1998)
- Johor Bahru (Malezja) (1983)
- Kair (Egipt) (4.06.1988)
- Kanton (Chiny) (18.07.2012)
- Kazań (Rosja) (7.10.2002)
- Kolonia (Niemcy) (9.06.1997)
- Konstanca (Rumunia) (22.05.2001)
- Lahaur (Pakistan) (1975)
- Mary (Turkmenistan) (21.06.1994)
- Meksyk (Meksyk) (19.11.2010)
- Ndżamena (Czad) (18.12.2014)
- Nikozja (Cypr) (10.12.2020)
- Odessa (Ukraina) (2.11.1997)
- Osz (Kirgistan) (1.08.1998)
- Petersburg (Rosja) (22.11.1990)
- Płowdiw (Bułgaria) (23.01.2001)
- Pusan (Korea Południowa) (13.06.2008)
- Rabat (Maroko) (20.09.1991)
- Rio de Janeiro (Brazylia) (1965)
- Sarajewo (Bośnia i Hercegowina) (25.12.1997)
- Shimonoseki (Japonia) (16.05.1972)
- Skopje (Macedonia Północna) (03.04.2003)
- Szanghaj (Chiny) (27.10.1997)
- Tbilisi (Gruzja) (18.04.2016)
- Tebriz (Iran) (29.10.2010)
- Tunis (Tunezja) (24.12.2010)
- Wenecja (Włochy) (08.06.2007)

Protokoły współpracy:
- Florencja (Włochy) (1985)
- Toronto (Kanada) (1990)
- Sztokholm (Szwecja) (25.06.1990)
- Strasburg (Francja) (3.01.1991)
- Warszawa (Polska) (14.11.1991)
- Budapeszt (Węgry) (28.04.1992)
- Praga (Czechy) (13.05.1992)
- Hawana (Kuba) (4.07.1992)
- Kabul (Afganistan) (9.07.1992)
- Xi’an (Chiny) (16.12.1997)
- Ateny (Grecja) (17.02.2000)
- Neapol (Włochy) (23.11.2000)
- Seul (Korea Południowa) (24.08.2005)
- Bukareszt (Rumunia) (28.04.2006)
- Moskwa (Rosja) (30.11.2006)
- Paryż (Francja) (9.10.2009)
- Casablanca (Maroko) (16.12.2009)
- Wiedeń (Austria) (12.05.2011)
- Lahaur (Pakistan) (06.10.2011)
- Kioto (Japonia) (14.06.2013)

Porozumienie / Protokół ustaleń:
- Paryż (Francja) (21.04.2000)
- Mediolan (Włochy) (26.05.2005)
- Berlin (Niemcy) (26.05.2005)
- Tbilisi (Gruzja) (01.06.2006)
- Pecz (Węgry) (12.06.2008)
- Isfahan (Iran) (16.09.2010)
- Tebriz (Iran) (16.09.2010)
- Gyeongsang Północny (Korea Południowa) (24.05.2012)
- Pendżab (Pakistan) (6.10.2011)
- Rabat (Maroko) (23.11.2011)
- Bogota (Kolumbia) (19.03.2012)
- Karaczi (Pakistan) (18.06.2012)
- Frankfurt (Niemcy) (19.09.2012)
- Aden (Pakistan) (08.11.2012)
- Mekka (Arabia Saudyjska) (13.12.2012)
- Dżuba (Sudan Południowy) (18.12.2012)
- Dakar (Senegal) (26.01.2013)
- Monrovia (Liberia) (31.03.2013)
- Akra (Ghana) (19.02.2013)
- Ndżamena (Czad) (03.09.2013)
- Kanton (Chiny) (25.03.2015)
- Mogadiszu (Somalia) (23.02.2016)
- Ułan Bator (Mongolia) (25.04.2016)
- Hangzou (Chiny) (28.04.2016)
- Konakry (Gwinea) (29.12.2016)
- Trypolis (Liban) (20.02.2017)
- Jakuck (Rosja) (09.10.2017)
- Dżakarta (Indonezja) (22.04.2018)
- Bruksela (Belgia) (11.02.2021)
- Ateny (Grecja) (19.03.2021)
- Florencja (Włochy) (02.06.2021)